# Византия
Византи́я, также известная как Восточная Римская империя или Византийская империя — продолжение Римской империи в её восточных провинциях в период поздней античности и средневековья, когда столицей Восточной Римской империи был Константинополь. Восточная Римская империя пережила фрагментацию и падение Западной Римской империи в V веке нашей эры и продолжала существовать ещё тысячу лет до падения Константинополя перед Османской империей в 1453 году. На протяжении большей части своего существования империя оставалась самой мощной экономической, культурной и военной силой в Европе. Термины «Византийская империя» и «Восточная Римская империя» были созданы после распада империи; граждане продолжали называть свою империю Римской (Ромейской) империей, а себя — римлянами (ромеями) — имя, которым народ продолжал называть себя и во времена Османской империи. Хотя римское государство продолжало существовать и его традиции сохранялись, современные историки отличают Византию от её более раннего воплощения, потому что её центром был Константинополь, она была ориентирована на греческую, а не на латинскую культуру, и характеризовалась восточным православным христианством.
Несколько событий с IV по VI века знаменуют собой переходный период, в течение которого греческий Восток и латинский Запад Римской империи разошлись. Константин I (324—337) реорганизовал империю, сделал Константинополь новой столицей и легализовал христианство. При Феодосии I (379—395) христианство стало государственной религией, а другие религиозные обряды были запрещены. Во время правления Ираклия (610—641) вооружённые силы и администрация Империи были реструктурированы, и греческий язык постепенно стал официально использоваться вместо латыни. Границы империи колебались в течение нескольких циклов упадка и восстановления. Во время правления Юстиниана I (527—565) империя достигла наибольшего размаха после повторного завоевания большей части исторически римского западного побережья Средиземного моря, включая Африку, Италию и Рим, которые Восточная Римская империя удерживала ещё два столетия. Византийско-сасанидская война 602—628 годов истощила ресурсы империи, и во время ранних мусульманских завоеваний VII века она уступила свои самые богатые провинции, Египет и Сирию, Рашидунскому халифату. Затем Восточная Римская империя уступила Африку Омейядам в 698 году, прежде чем империя была спасена Исаврийской династией.
Во времена Македонской династии (IX—XI века) империя снова расширилась и пережила двухвековое македонское Возрождение, закончившееся поражением от турок-сельджуков в битве при Манцикерте в 1071 году. Гражданские войны и последовавшее за ними нашествие сельджуков привели к потере большей части Малой Азии. Империя восстановилась во время комниновской реставрации, и к XII веку Константинополь был самым большим и богатым городом в Европе. Империи был нанесён смертельный удар во время Четвёртого крестового похода, когда Константинополь был разграблен в 1204 году, а территории, которыми ранее управляла империя, были разделены на конкурирующие византийские греческие и латинские владения. Несмотря на окончательное восстановление Константинополя в 1261 году, Византийская империя оставалась лишь одним из нескольких небольших соперничающих государств в этом регионе в течение последних двух веков своего существования. Оставшиеся территории Восточной Римской империи постепенно аннексировались османами в ходе византийско-османских войн в XIV и XV веках. Падение Константинополя перед Османской империей в 1453 году ознаменовало конец Византийской империи. Беженцы, покинувшие город после его захвата, поселились в Италии и других частях Европы, способствуя возникновению эпохи Возрождения. Трапезундская империя была завоёвана в 1461 году, а Эпирское царство — в 1479 году.

## Название
Сами жители считали себя римлянами — по-гречески «ромеями», а свою державу называли «Романия» (Ῥωμανία, Романи́я). Официальными названиями Византийской империи были «Римская империя», «Империя римлян» (лат. Imperium Romanum, лат. Imperium Romanōrum; греч. Βασιλεία τῶν Ῥωμαίων, греч. Ἀρχὴ τῶν Ῥωμαίων; на среднегреческом (византийском) языке — Βασιλεία Ῥωμαίων, Васили́я Роме́он).
Западные источники на протяжении большей части византийской истории именовали её «империей греков» из-за государственного с конца VII века греческого языка, ранее бывшего только официальным языком византийского православия, эллинизированного населения и культуры. В Киевской Руси Византию обычно называли «Греческим царством», а её столицу — Царьградом. Аналогично, в грузинских источниках Византию называли «Сабердзнети» (груз. საბერძნეთი), то есть «страна греков».
Название «Византия» происходит от первоначального названия Константинополя — Виза́нтий (греч. Βυζάντιον, лат. Byzantium), куда римский император Константин I перенёс в 330 году столицу Римской империи, официально переименовав город в «Новый Рим». В трудах римских хронистов Восточная империя получила название «Византийской» вскоре после своего возникновения в 395 году — таким образом она противопоставлялась Западной, Гесперийской империи. Первое использование этого термина было зафиксировано в сочинениях Приска. Употребляли его также Малх Филадельфиец, Аммиан Марцеллин, Иордан. Встречается термин также у патриарха Фотия и в Су́де, но скорее как синоним к слову «константинопольский». После падения Рима в 476 году необходимость как-то отдельно обозначать Восточную и Западную Римские империи отпала — осталась единственная Римская империя, и термин, утратив функциональность, фактически вышел из употребления. В научный обиход его вернули западноевропейские историки тысячелетие спустя, уже после падения Византии.
В 1557 году немецкий историк Иероним Вольф опубликовал свою работу «Corpus Historiæ Byzantinæ» и фактически вернул термин в научный оборот. Сделано это было целенаправленно, чтобы ложно показать, что Византия — отнюдь не Римская империя, и единственная Римская империя и наследница Древнего Рима эпохи Цезаря и Августа — Священная Римская империя германской нации. Издание в Париже между 1648 и 1711 годами фундаментального двадцатичетырёхтомного собрания византийских исторических сочинений (называемого также: «Byzantine du Louvre» — Луврская Византия), а также издание в 1680 году «Истории Византии» Шарля Дюканжа способствовали дальнейшей популяризации термина среди французских авторов, таких как Шарль Луи де Монтескьё. Тем не менее, до середины XIX века он не получил широкого распространения в западном обществе. В англоязычной историографии, в частности, первый случай упоминания «Византийской империи» отмечен только в 1857 году в работе Джорджа Финлея.

## История
О предыстории смотрите — История Анатолии.

### Разделение Римской империи на Восточную и Западную

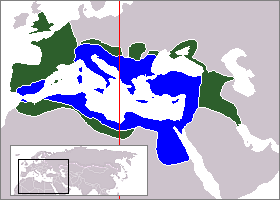
Максимальная территория Римской империи (117 год н. э. при императоре Траяне) — обозначена зелёным цветом. Наложены (синим цветом) — максимальные владения Византии (при императоре Юстиниане I, около 555 года н. э.) Красным обозначена линия разделения на Восточную и Западную Римские империи (395 год н. э.)

B 330 году римский император Константин Великий объявил своей столицей город Византий, переименовав его в «Новый Рим» (Константинополь — неофициальное название). Марксистские историки объясняли это тем, что с конца III века в результате кризиса рабовладельческого строя стало сильнее проявляться экономическое и политическое обособление восточных областей Римской империи от западных. Вследствие предшествующего многовекового исторического развития они отличались более высоким уровнем развития экономики и центр экономической и политической жизни империи всё больше перемещался на Восток.

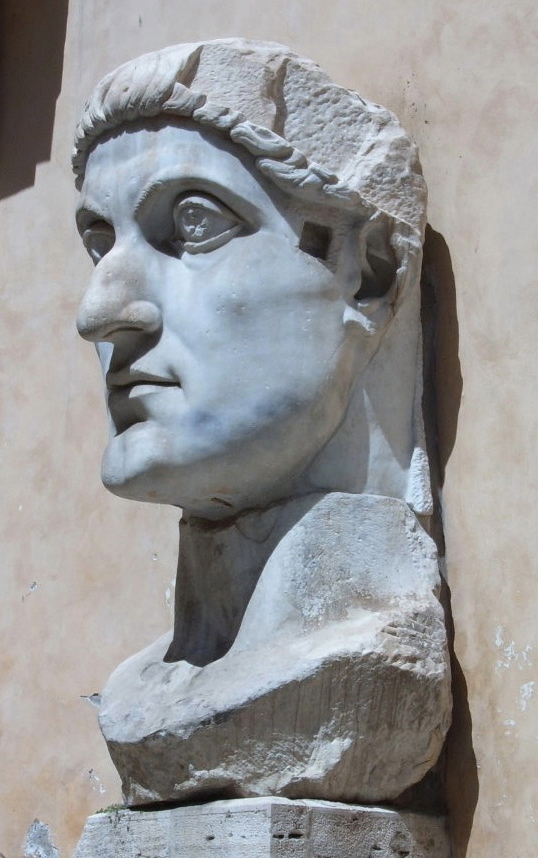
Константин I Великий

Новая столица находилась на важнейшем торговом пути из Чёрного моря в Средиземное, по которому осуществлялся подвоз хлеба. В Риме постоянно появлялись всё новые претенденты на трон. Победив соперников в изнурительных гражданских войнах, Константин хотел создать столицу, изначально и всецело подвластную ему одному. Этой же цели призван был послужить и глубокий идейный переворот: ещё недавно подвергавшееся в Риме преследованиям, в царствование Константина I христианство было объявлено одной из официальных религий. Благодаря Амвросию Медиоланскому и Феодосию I Константинополь стал столицей христианской империи: христианство стало государственной религией.
Окончательное разделение Римской империи на Восточную и Западную произошло в 395 году после смерти Феодосия I Великого, когда один из его сыновей — Гонорий, стал править в западной половине империи, а другой сын — Аркадий, на востоке. Однако Западная и Восточная Римские империи в то время не рассматривались как два отдельных государства, продолжая составлять неделимую в понимании тогдашнего общества единую Римскую империю (причём такая её интерпретация сохранялась и на протяжении многих лет после падения Западной Римской империи в 476 году). В связи с этим некоторые историки считают более правильно говорить о разделении императорского правления в Римской империи, но не о разделе государства как такового. Несмотря на общий государственный латинский язык, в первые века существования главным отличием Византии от Западной Римской империи было преобладание на её территории греческой (эллинистической) культуры. Различия нарастали, и в течение двух столетий государство окончательно приобрело свой индивидуальный облик.

### Становление самостоятельной Византии
Становление Византии как самостоятельного государства можно отнести к периоду 330—518 годов. В этот период через границы на Дунае и Рейне на территорию Западной Римской империи проникали многочисленные варварские, преимущественно германские племена.
Положение на Востоке было не менее тяжёлым, и можно было ожидать подобного же финала после того, как в 378 году вестготы одержали победу в знаменитой битве у Адрианополя, император Валент был убит, а король Аларих подверг опустошению всю Грецию. Но вскоре Аларих ушёл на запад — в Италию, затем Испанию и Галлию, где вестготы основали своё государство, и опасность с их стороны для Византии миновала. В 441 году на смену готам пришли гунны. Их вождь Аттила несколько раз начинал войну, и лишь уплатой большой дани удавалось от него откупиться. В битве народов на Каталаунских полях (451 год) Аттила потерпел поражение, но спустя год напал на Италию; столкнувшись с сопротивлением жителей и эпидемией в своём войске, принял предложение римского папы Льва I о выплате дани и отступил.
Во второй половине V века опасность пришла со стороны остготов — Теодорих Великий разорил Македонию, угрожал Константинополю, но и он ушёл на запад, завоевав Италию и основав на развалинах Рима своё государство.

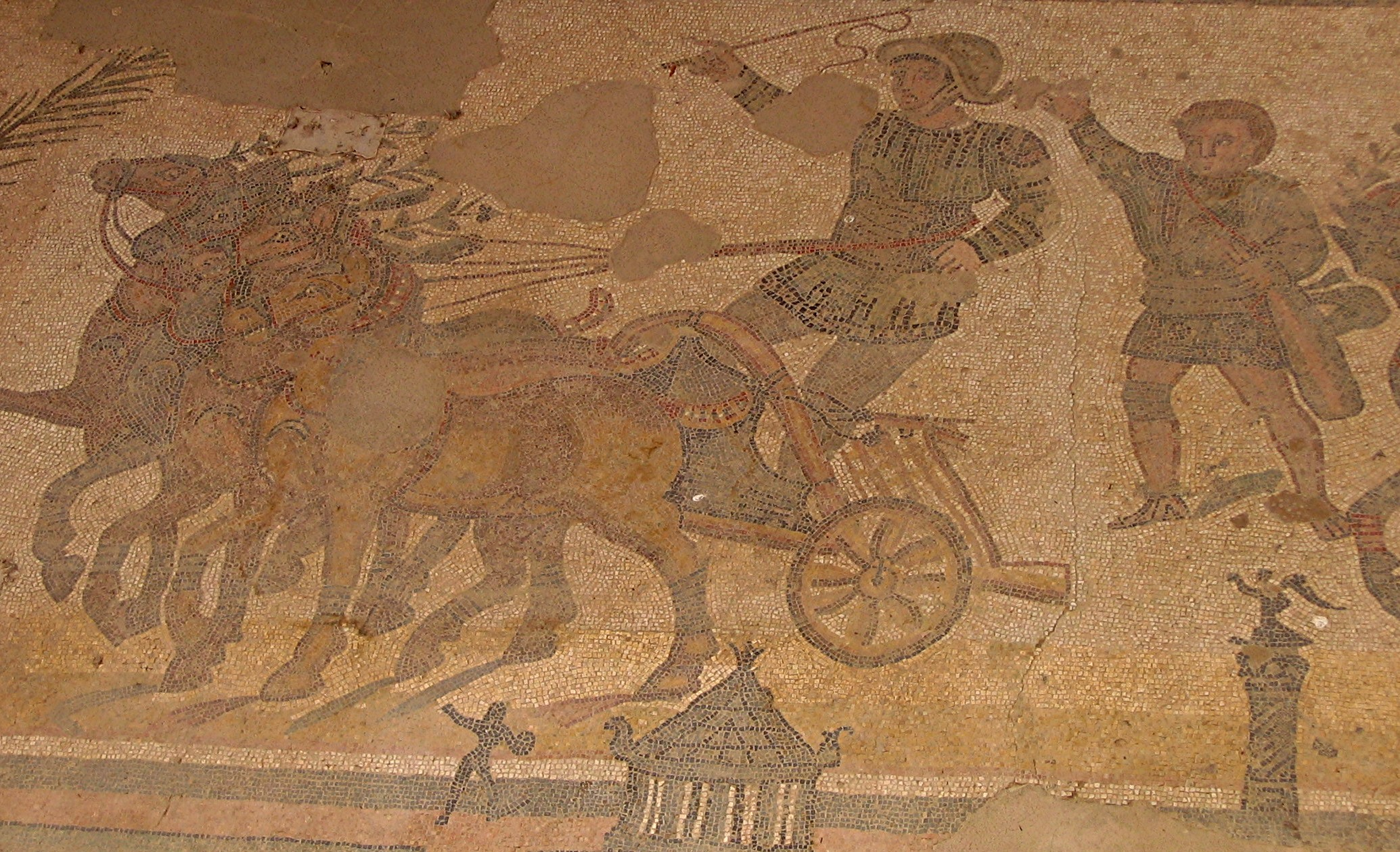
В столице велась напряжённая борьба партий команд колесниц

В христианстве боролись и сталкивались многообразные течения: арианство, несторианство, монофизитство. В то время как на Западе папы, начиная с Льва Великого (440—461), утверждали папскую монархию, на Востоке архимитрополиты Александрии, в особенности Кирилл (422—444) и Диоскор (444—451) пытались установить папскую монархию в Александрии. Кроме того, в результате этих смут всплывали на поверхность старые национальные распри и сепаратистские тенденции. С религиозным конфликтом тесно сплетались политические интересы и цели.
С 502 года персы возобновили свой натиск на востоке, славяне и булгары начали мигрировать к югу от Дуная. Внутренние смуты достигли крайних пределов, в столице велась напряжённая борьба партий «зелёных» и «синих» (по цветам команд колесниц). Наконец, прочная память о римской традиции, поддерживавшая мысль о необходимости единства римского мира, беспрестанно обращала умы на Запад. Чтобы выйти из этого состояния неустойчивости, нужна была мощная рука, ясная политика с точными и определёнными планами. Такую политику проводил Юстиниан I.

### VI век. Император Юстиниан

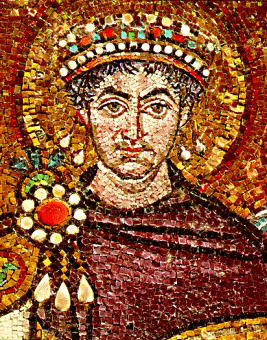
Юстиниан I изображён на мозаике из базилики Сан-Витале, Равенна

В 518 году после смерти императора Анастасия I на трон взошёл начальник гвардии Юстин — выходец из македонских крестьян. Власть была бы весьма затруднительна для этого неграмотного старика, если бы возле него не оказалось племянника Юстиниана. С самого начала правления Юстина фактически у власти стоял его родственник Юстиниан — также уроженец Македонии, но получивший прекрасное образование и обладавший великолепными способностями. В 527 году, получив всю полноту власти, Юстиниан приступил к исполнению своих замыслов по восстановлению империи и упрочению власти единого императора. Он добился союза с господствующей церковью. При Юстиниане император сам устанавливал официальное исповедание, а язычников, самаритян и еретиков заставляли переходить в официальное исповедание под угрозой лишения гражданских прав и даже смертной казни.

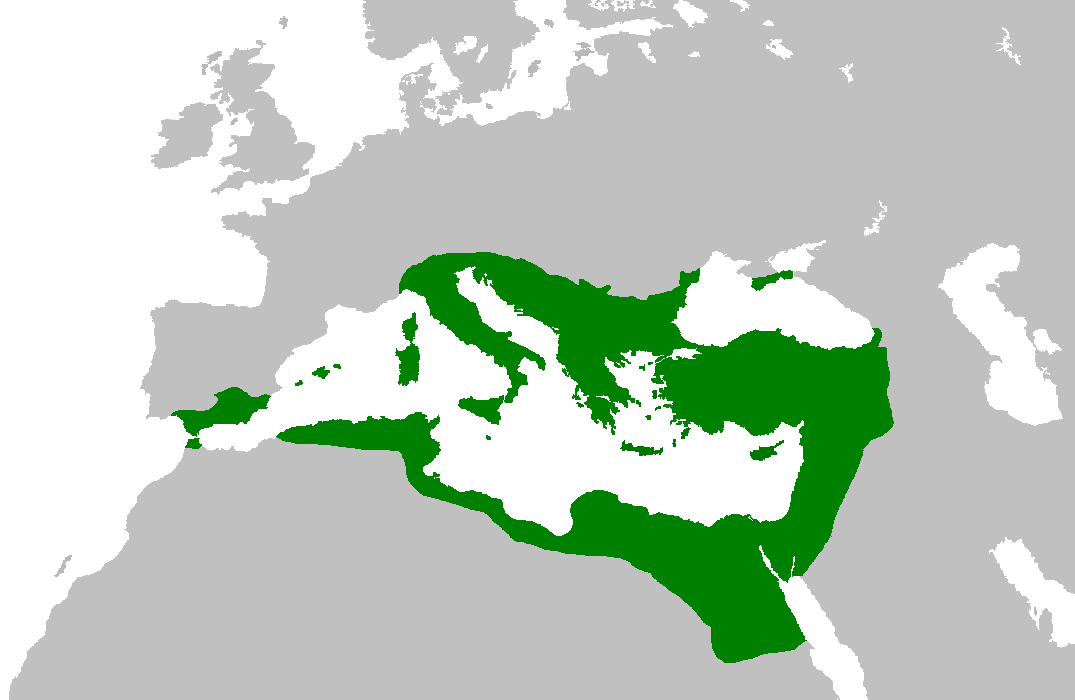
Византийская империя в период наибольшей территориальной экспансии к 555 году после завоеваний Юстиниана I

До 532 года он был занят подавлением выступлений в столице и отражением натиска персов, но вскоре основное направление политики переместилось на запад. Варварские королевства ослабли за прошедшие полстолетия, жители призывали к реальному восстановлению империи, наконец, даже сами короли германцев признавали законность претензий Византии на сюзеренитет. В 533 году армия под предводительством Велизария нанесла удар по государствам вандалов в Северной Африке. Следующей целью стала Италия — тяжёлая война с Остготским королевством (см. Византийско-готские войны) продолжалась 20 лет и закончилась победой.
Вторгшись в королевство вестготов в 554 году, Юстиниан завоевал южную часть Испании. В результате территория империи увеличилась почти вдвое. Но эти успехи потребовали слишком большого расхода сил, чем не замедлили воспользоваться персы, славяне, авары и гунны, которые, хотя и не завоевали значительных территорий, но подвергли разорению многие земли на востоке империи.
Византийская дипломатия также стремилась обеспечить во всём внешнем мире престиж и влияние империи. Благодаря ловкому распределению милостей, денег и искусному умению сеять раздоры среди врагов империи она приводила под византийское владычество варварские народы (авар, хазар, булгар и др. тюркские кочевые племена), бродившие на границах монархии, и делала их безопасными. Она включала их в сферу влияния Византии путём проповеди христианства. Деятельность миссионеров, распространявших христианство от берегов Чёрного моря до плоскогорий Абиссинии и оазисов Сахары, была одной из характернейших черт византийской политики.
Помимо военной экспансии, другой важнейшей задачей Юстиниана была административная и финансовая реформы. Экономика империи была в состоянии тяжёлого кризиса, управление поражено коррупцией. С целью реорганизации управления Юстинианом были проведены кодификация законодательства и ряд реформ, которые, хотя и не решили проблему кардинально, но, несомненно, имели положительные последствия. По всей империи было развёрнуто строительство — крупнейшее по масштабам со времён «золотого века» Антонинов. Культура переживала новый расцвет.

### После Юстиниана. VI—VII века

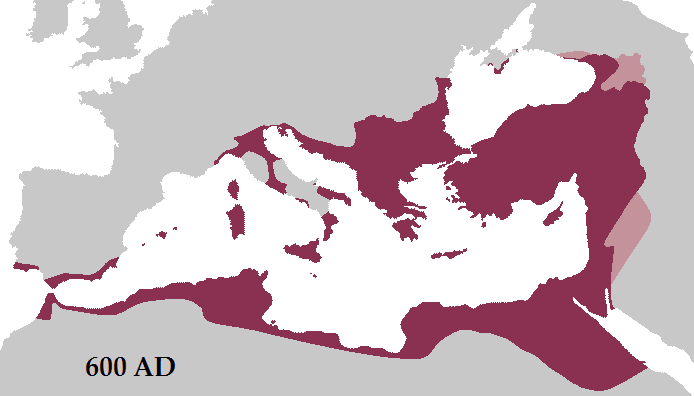
Территория Византии к 600 году н. э. Карта демонстрирует территориальные потери империи на Иберийском и Апеннинском полуостровах

Однако величие оказалось куплено дорогой ценой — экономика была подорвана войнами, население обнищало, и преемники Юстиниана (Юстин II (565—578), Тиверий II (578—582), Маврикий (582—602)) были вынуждены основное внимание уделять уже обороне и перенести направление политики на восток. Завоевания Юстиниана оказались непрочными — в конце VI—VII вв Византия потеряла значительную часть завоёванных областей на Западе, сохранив за собой несколько разъединённых территорий в Италии, крупные острова в западном Средиземноморье и Карфагенский экзархат.
В то время как вторжение лангобардов отняло у Византии половину Италии, а в 591 году в ходе войны с Персией была завоёвана Армения, на севере продолжалось противостояние со славянами и обосновавшимися в 560-е годы на Дунае аварами. Но уже в начале следующего, VII века, персы возобновили боевые действия и добились значительных успехов вследствие многочисленных смут в империи.

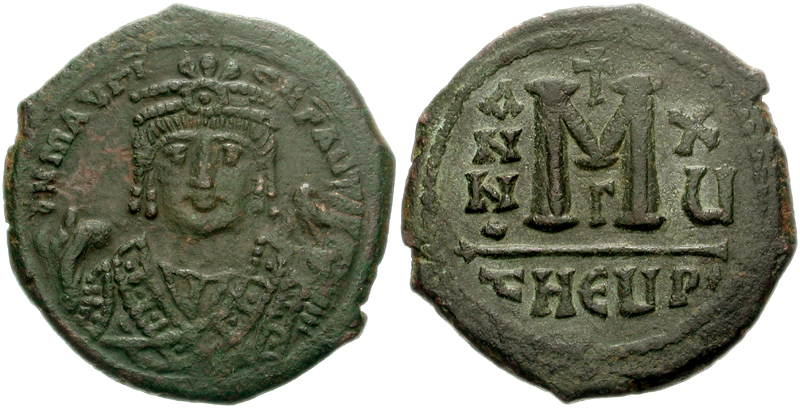
Фоллис с изображением императора Маврикия, автора знаменитого «Стратегикона Маврикия»

В 610 году сын карфагенского экзарха Ираклий сверг императора Фоку и основал новую династию, которая оказалась способной противостоять опасностям, угрожающим государству. Это был один из самых тяжёлых периодов в истории Византии — персы завоевали Египет, Сирию и часть Малой Азии и угрожали Константинополю; авары, славяне и лангобарды атаковали границы со всех сторон.
В 626 году Константинополь был осаждён аварами, славянами и союзными им персами. Сообщение об этом событии старогрузинской рукописи («Осада Константинополя скифами, кои суть русские») и старославянских рукописей XV—XVII веков позволяет предположить, что часть осаждающих составляли славяне лесной полосы Среднего Поднепровья. Попытка взять город провалилась, между аварами и славянами вспыхнули разногласия, и они были вынуждены отступить.
Ираклий одержал ряд побед над персами, перенёс войну на их территорию, после чего смерть шаха Хосрова II и ряд восстаний заставили персов отказаться от всех завоеваний, заключить мир, признать себя вассалами Византии. Но крайнее истощение обеих сторон в этой войне подготовило благоприятную почву для арабских завоеваний.
В 634 году халиф Омар вторгся в Сирию. В 635 арабы захватили Дамаск. Решающая битва между Византией и Арабским халифатом за контроль над Сирией состоялась 20 августа 636. Хотя и встречаются явно завышенные оценки, согласно которым византийский император Ираклий собрал 200-тысячную армию (по другим данным даже 400 тыс.) для отвоевания Сирии, в реальности численность византийской армии при реке Ярмуке (Йармуке) была заметно меньше 100 тыс. чел. (Большаков 1993: 54). Исход битвы решили раздоры в византийском войске, к тому же песчаная буря дезориентировала византийцев. Войско византийцев было многонациональным. Помимо латиноязычных народов Балкан и греков, под знамёна императора встали армяне и христиане Ближнего Востока. Мусульмане-арабы одержали победу. Ираклий отступил в Константинополь. В течение следующих 40 лет были потеряны Египет, Северная Африка, Сирия, Палестина, Верхняя Месопотамия, причём зачастую преимущественно несторианское (в Сирии) и миафизитское население этих областей, измученное войнами, считало арабов, которые в первое время проводили политику религиозной терпимости и существенно снижали налоги, своими освободителями, хотя потом начались гонения на христиан и евреев. Арабы создали флот и даже осаждали Константинополь. Но новый император, Константин IV Погонат (668—685), отразил их натиск. Несмотря на пятилетнюю осаду Константинополя (673—678) с суши и с моря, арабы не смогли его захватить. Греческий флот, которому недавнее изобретение «греческого огня» обеспечило превосходство, вынудил мусульманские эскадры поспешно бежать и нанёс им в водах Силлеума поражение. На суше войска халифата были разбиты в Азии.

Территория Византии к 650 году. Зелёным цветом на юго-востоке обозначены расширяющиеся завоевания Арабского халифата

Хотя в результате войн с арабами Византия лишилась многих владений, из этого кризиса империя вышла более сплочённой и монолитной. Её национальный состав стал более однородным, религиозные различия главным образом ушли в прошлое, так как монофизитство и несторианство получили основное распространение в утраченных ныне Сирии и Египте.
К концу VII века территория Византии составляла уже не более трети державы Юстиниана. Ядро её составляли земли, населённые греками или эллинизированными племенами, говорившими на греческом языке. Греки служили на флоте, а ещё со времён императора Ираклия, преимущественно греки и армяне служили в армии, вместо латиноязычного населения и германцев.
Греческий язык, всегда бывший основным языком церкви Византии, стал и государственным вследствие политики единства церкви и государства. Изменился этнический состав населения и в восточной части Малой Азии: кроме армянского появились поселения персов, сирийцев, арабов.
В VII веке проведены существенные реформы в управлении — вместо эпархий и экзархатов империя была разделена на фемы, подчинённые стратигам. Новый национальный состав государства привёл к тому, что среднегреческий язык стал государственным, даже титул императора стал звучать по-гречески — василевс (Басилевс). В администрации старинные латинские титулы или исчезают, или эллинизируются, а их место занимают новые названия — логофеты, стратеги, эпархи, друнгарии. В армии, где преобладают азиатские и армянские элементы, греческий язык становится языком, на котором отдаётся приказ. И хотя Византийская империя до последнего дня продолжала называться Римской империей, тем не менее, латинский язык вышел из употребления (за исключением окраин империи и полукочевых народов, продолжавших говорить на народной латыни, на основе которой возникли кириллические румынский язык и далматинский язык в Иллирии и, впоследствии утвердившийся в бывшей Дакии после отступления с Балкан при сельджукском завоевании валахов и другого латиноязычного населения на ранее славянские земли за Дунаем, румынский язык).

### VIII век

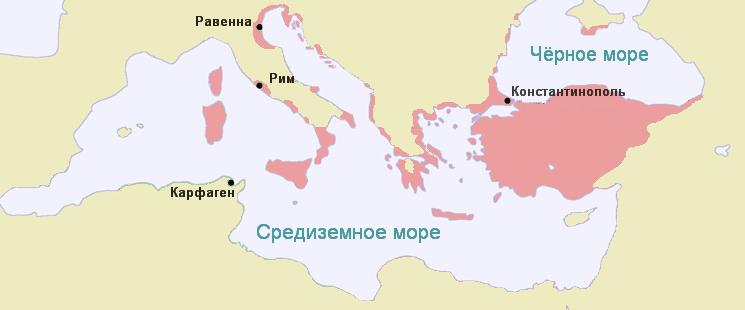
Византийская империя к 717 году

В начале VIII века временная стабилизация вновь сменилась чередой кризисов — войны с болгарами, арабами, непрерывные восстания. Наконец Лев Исавр, взошедший на престол под именем императора Льва III и основавший Исаврийскую династию (717—802 гг.), сумел остановить распад государства и нанёс решающее поражение арабам.
После полувекового правления два первых Исавра сделали империю богатой и цветущей, несмотря на чуму, опустошившую её в 747 году, и несмотря на волнения, вызванные иконоборчеством. Поддержка иконоборчества императорами Исаврийской династии была обусловлена как религиозными, так и политическими факторами. Многие византийцы в начале VIII века были недовольны избытком суеверия и в особенности тем местом, какое занимало поклонение иконам, вера в их чудотворные свойства, соединение с ними человеческих поступков и интересов; многих беспокоило то религиозное зло, которое таким образом причинялось христианству. В рассматриваемый период времени многие христиане начали относиться к иконам как к идолам, а иконоборчество было реакцией на неправильное использование икон. На VII Вселенском Соборе решён вопрос об отношении к иконам. Священные изображения были разрешены, были установлены рамки и правила отношения к иконам.

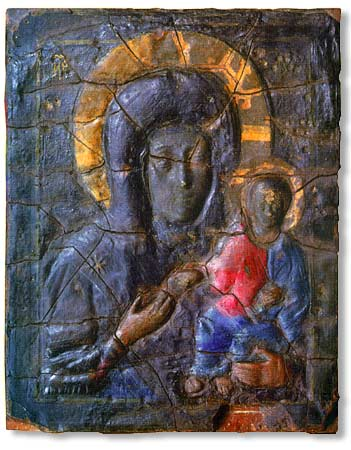
Византийская икона Божией Матери Влахернской, защитницы империи. Третьяковская галерея

Одновременно императоры стремились ограничить растущее могущество церкви. Кроме того, отказываясь от почитания икон, исаврийские императоры рассчитывали сблизиться с арабами, не признающими изображений. Политика иконоборчества привела к раздорам и смутам, одновременно усилив раскол в отношениях с Римской церковью. Восстановление иконопочитания произошло только в конце VIII века благодаря императрице Ирине — первой женщине-императрице, но уже в начале IX века политика иконоборчества была продолжена.

### IX—X века
В 800 году Карл Великий объявил о восстановлении Западной Римской империи, что для Византии стало чувствительным унижением. Одновременно Багдадский халифат усилил свой натиск на востоке.
Война с арабами, возобновлённая в 804 году, привела к двум серьёзным поражениям: к захвату острова Крит мусульманскими пиратами (826 год), которые начали отсюда почти безнаказанно опустошать восточное Средиземноморье, и к завоеванию Сицилии североафриканскими арабами (827 год), которые в 831 году овладели городом Палермо.
Договор 810 года, признававший за Карлом Великим титул императора, означал серьёзные территориальные потери в Италии, где Византия сохранила только Венецию и земли на юге полуострова.
Особенно грозной была опасность со стороны болгар, с тех пор как хан Крум расширил пределы своей империи от Гема до Карпат. Император Никифор I попытался разбить его, вторгшись в Болгарию. Никифор взял столицу болгар Плиску, но на обратном пути потерпел сокрушительное поражение и погиб, а болгары, вновь захватив Адрианополь и остальные крепости на подступах, появились у стен Константинополя (813 год). Уничтожив военную мощь Византии в 811 и 813 годах, Крум решил взять Константинополь при помощи огромной армии и осадных машин, однако внезапно скончался и осада была прекращена.
Императором Львом V Армянином (813—820) и двумя императорами Фригийской династии — Михаилом II (820—829) и Феофилом (829—842) — была возобновлена политика иконоборчества. Снова на целых полвека империя оказалась во власти смут.
В 821—823 годах произошла одна из самых крупных гражданских войн в Византийской империи — восстание Фомы Славянина. После победы над восставшими начался 200-летний период процветания империи.

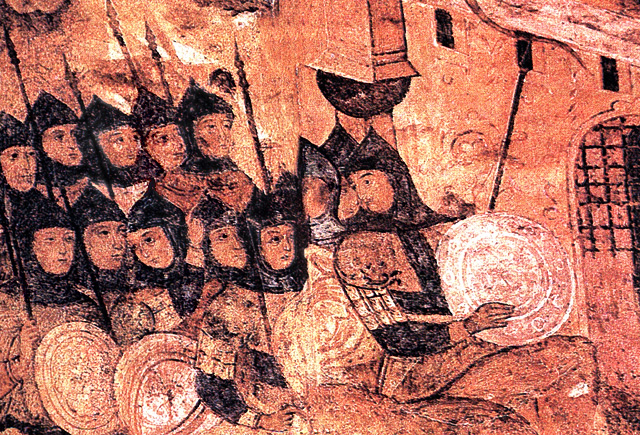
Русы под стенами Константинополя (860 год)

С первой половины IX века заметное значение для Византии начали также приобретать взаимоотношения с зарождающимся на севере от империи государством русов. Уже в 830-е годы исторически зафиксированы первые контакты византийцев с норманнами-«свеонами», которые называли себя (возможно это произошло и с подачи самих византийцев) «народом рос». Были в этот период и нападения некоей «руси» на византийские земли, точная дата которых не установлена. В 860 году русы, воспользовавшись отсутствием в городе императора с армией, попытались напасть и на сам Константинополь, но были остановлены у городских стен. Молодой император Михаил III и его регент Варда тотчас же (860—862 годы) направили дипломата и богослова Константина «Философа» и его брата — монаха Мефодия — с миссионерскими целями ко двору хазарского каган-бека, так как Хазарский каганат служил в то время важным буфером между Византией и варягами-русами. По пути к кагану братья обнаружили в Крыму некие «руськие письмена» (наиболее вероятно, что это была Готская Библия, оставшаяся от периода христианизации крымских готов), которые имевший талант к языкам Константин «Философ» тщательно изучил.
Чувствуя усилившееся конкурентное влияние на славян со стороны тюрков-булгар и руси, император Михаил III и его регент Варда в 863 году направили Константина «Философа» и его брата Мефодия с новой христианской просветительской миссией, теперь уже к славянам, в Великую Моравию. Предлогом была использована просьба об «учителях» со стороны моравского князя Ростислава. Для форсирования христианизации славянских племён Константином и Мефодием в этот период была разработана передающая особенности славянского языка письменность для перевода христианских богослужебных книг на язык славян.

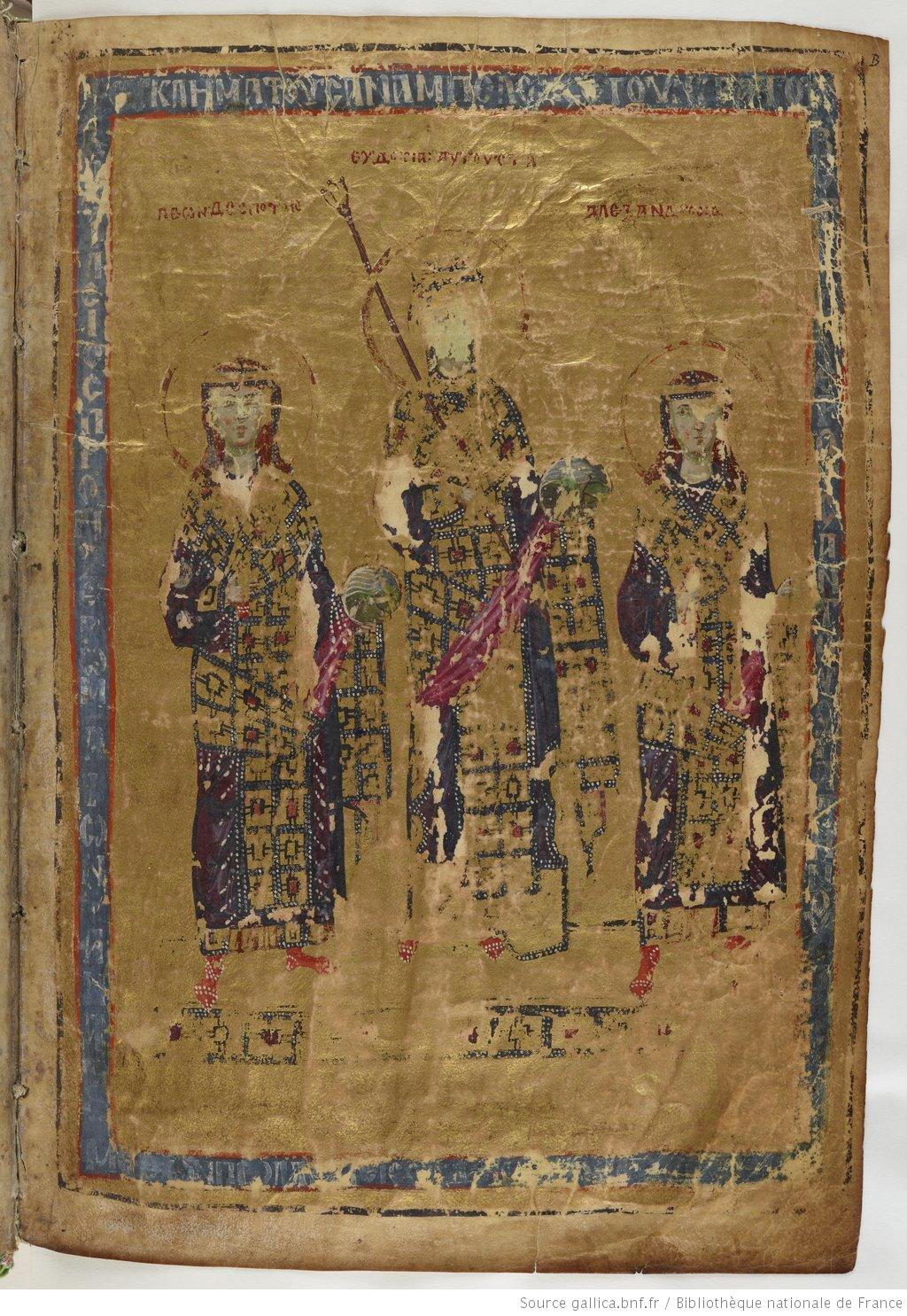
Семья императора Василия I: жена императрица Евдокия Ингерина и сыновья — Лев и Александр. Парижская рукопись «Гомилий Григория Богослова» (BNF Grec510)

Период смут в Византии закончился в 867 году приходом к власти македонской династии. Василий I Македонянин (867—886), Константин VII Багрянородный (913—919 и 945—959), Роман I Лакапин (919—944), Никифор II Фока (963—969), Иоанн I Цимисхий (969—976), Василий II Болгаробойца (976—1025) — императоры и узурпаторы — обеспечили Византии 150 лет процветания и могущества. Были завоёваны Болгария, Крит, юг Апеннин, совершались успешные военные походы против арабов глубоко в Сирию. Границы империи расширились до Евфрата и Тигра, Иоанн Цимисхий доходил до Иерусалима. В этот период мусульмане начали бояться Византию. С Греческой державой начали считаться все соседи, особенно на востоке, где были большие завоевания.
По данным Повести временных лет в 907 году русский князь-регент нового государства варягов на севере — Руси, по имени Олег, совершил успешный поход на Константинополь и заключил первый русско-византийский торговый договор. В 941 году следующий киевский князь Руси Игорь был разгромлен под стенами Константинополя, однако, после мирные отношения возобновились. Новый правитель Руси, регентша Ольга, нанесла визит в столицу Византии и крестилась там.

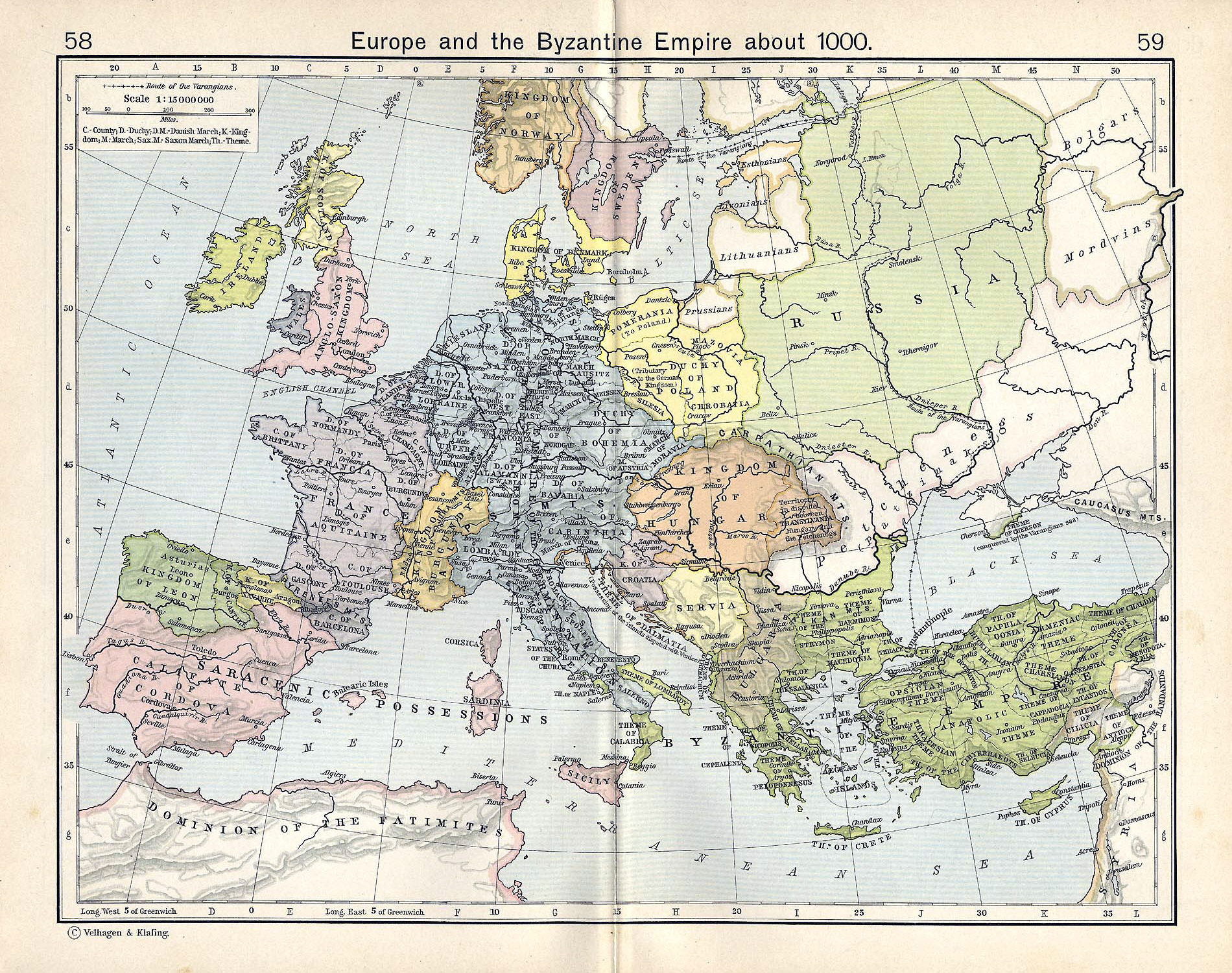
Византийская империя к 1000 году

Сын Ольги, князь Святослав, не желал переходить в христианство, так как большинство его дружины было не христианским, и, желая расшириться и перенести столицу Руси из Киева намного дальше на юг, в 970—971 годах воевал с Византией за земли Болгарии, но просидел он в своей новой столице Переяславце на Дунае всего два года, а затем потерял все завоёванные земли, потерпев поражение от императора Иоанна Цимисхия и заключив с ним перемирие. При его сыне, киевском князе Владимире, Византии в 988 году наконец-то удалось официально крестить государство Русь, взамен отдав Владимиру в жёны багрянородную царевну Анну, сестру императора Василия II. Между Византией и древнерусским государством был заключён военный союз, который действовал до 1040-х годов. На Русь вместе с греческим христианством стала проникать и распространяться византийская культура.

### XI век. Усиление империи
В 1019 году, завоевав Болгарию, несколько позже часть Армении и часть Иберии, Василий II Болгаробойца отпраздновал великим триумфом наибольшее усиление империи со времён, предшествующих арабским завоеваниям. Завершали картину блестящее состояние финансов и расцвет культуры. Император Василий стал очень уважаемым по всей Европе и по всему мусульманскому миру. После смерти Василия закончился 200-летний период процветания и величия Византийского государства.

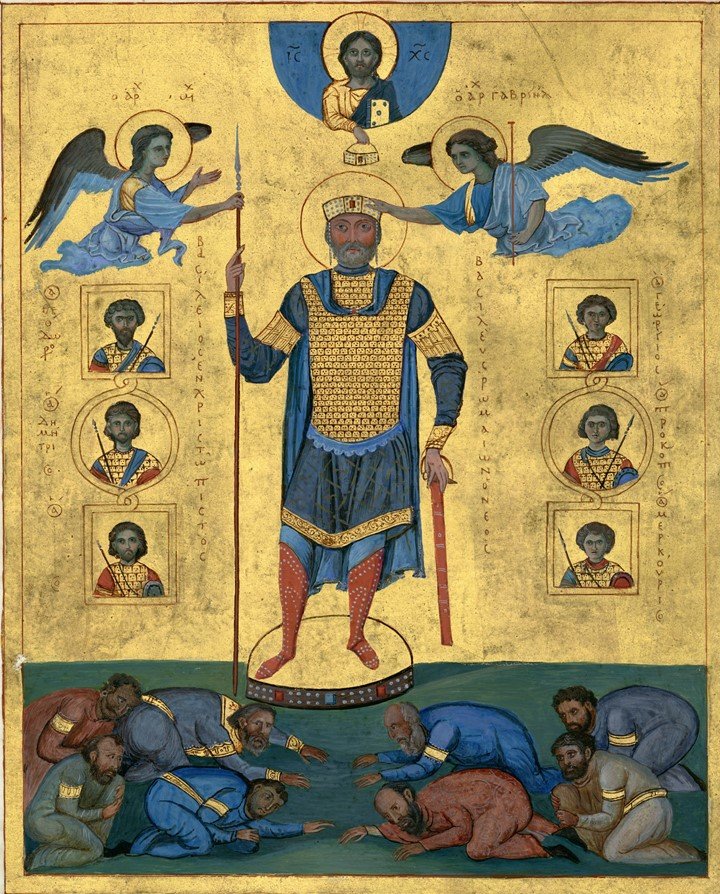
Василий II, коронуемый ангелами. Миниатюра Псалтыри Василия II (Venet. Marc. Ms. gr. 17. Fol. 3r)

Однако одновременно начали появляться первые признаки слабости, что выражалось в усилении феодальной раздробленности. Знать, контролировавшая огромные территории и ресурсы, часто успешно противопоставляла себя центральной власти.
Упадок начался после смерти Василия II, при его брате Константине VIII (1025—1028) и при дочерях последнего — сначала при Зое и её трёх последовательно сменивших друг друга мужьях — Романе III (1028—1034), Михаиле IV (1034—1041), Константине IX Мономахе (1042—1054), с которым она разделяла трон (Зоя умерла в 1050), и затем при Феодоре (1054—1056). Ослабление проявилось ещё более резко после прекращения Македонской династии.
В результате военного переворота на престол взошёл Исаак Комнин (1057—1059); после его отречения императором стал Константин X Дука (1059—1067). Затем к власти пришёл Роман IV Диоген (1067—1071), которого сверг Михаил VII Дука (1071—1078); в результате нового восстания корона досталась Никифору Вотаниату (1078—1081). В течение этих кратких правлений анархия всё возрастала, внутренний и внешний кризис, от которого страдала империя, становился всё более тяжёлым.

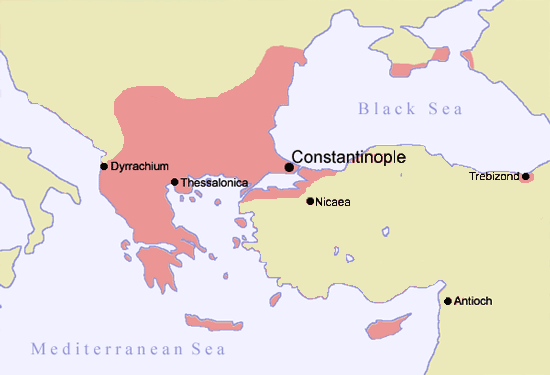
Византийская империя к 1081 году

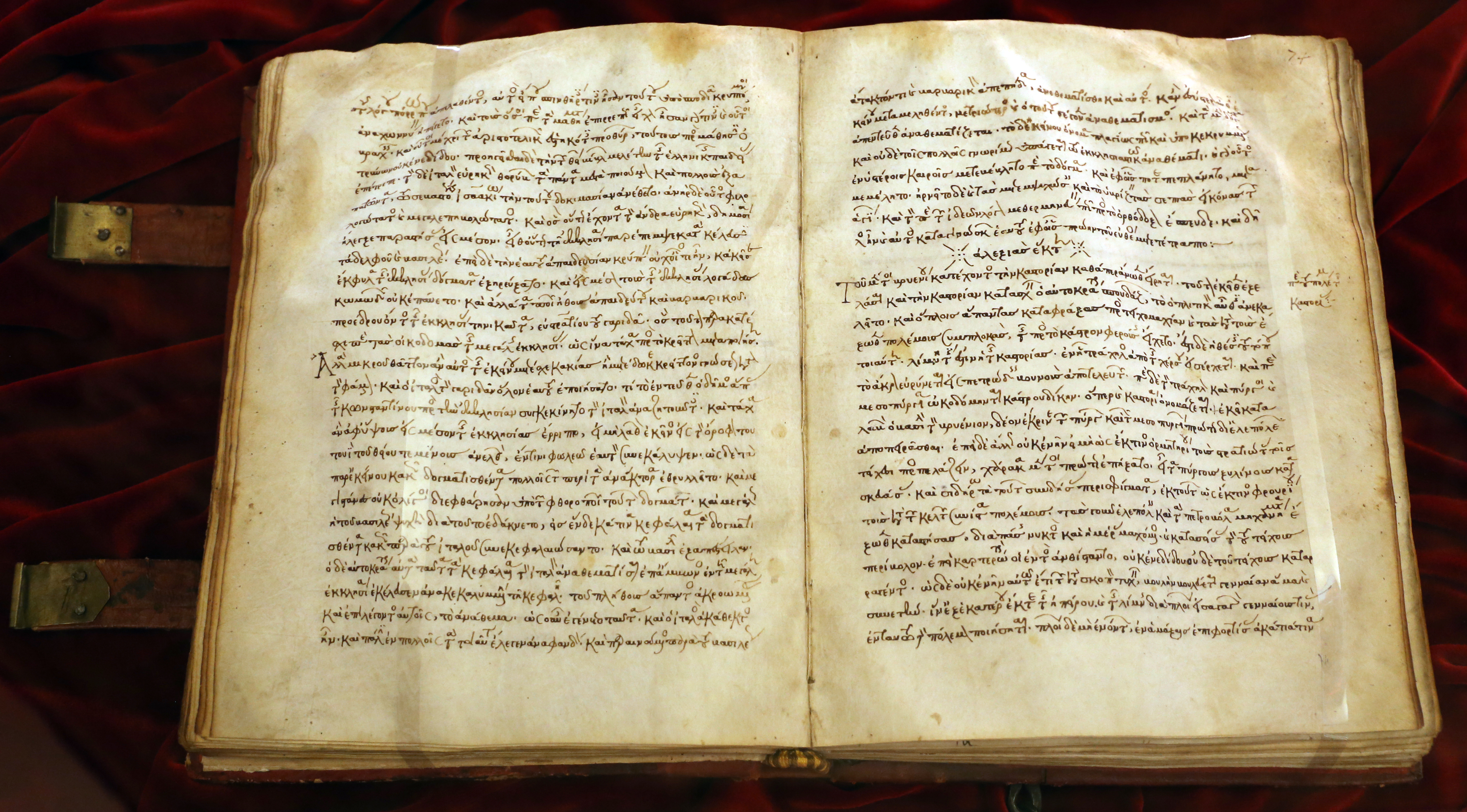
Рукопись «Алексиады» Анны Комниной

Владения Византии в южной Италии были полностью потеряны к 1071 году под натиском норманнов, но основная опасность надвигалась с востока — в 1071 году Роман IV Диоген потерпел поражение от сельджуков под Манцикертом (Армения), и от этого поражения Византия так и не смогла оправиться. В 1054 году произошёл официальный разрыв между христианскими церквями, что усугубило до предела натянутые отношения. За следующие два десятилетия турки заняли всю Анатолию; империя не могла создать достаточно большую армию, чтобы остановить их. В 1080 году на отколовшейся от Византийской империи Киликии было образовано независимое Киликийское армянское государство. В отчаянии император Алексей I Комнин (1081—1118) в 1095 году попросил папу римского оказать военную помощь. Отношения с Западом и предопределили события 1204 года (захват крестоносцами Константинополя и распад страны), а восстания феодалов подрывали последние силы страны.
В 1081 году на престол вступила династия Комнинов (1081—1204) — представители феодальной аристократии. Сельджуки оставались в Иконии (Конийский султанат); на Балканах при помощи разраставшейся Венгрии славянские народы создали почти независимые государства; наконец, Запад также представлял собой серьёзную опасность в свете честолюбивых политических планов, порождённых первым крестовым походом, и экономических претензий Венеции.

### XII век. Эпоха Комнинов, эпоха Ангелов

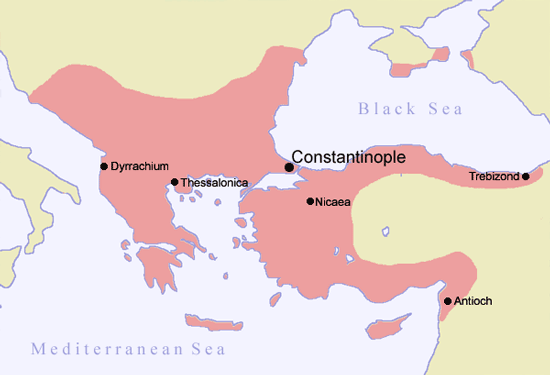
Византийская империя в 1180 году

#### Правление Алексея Комнина
В 1081 году молодой византийский военачальник Алексей Комнин (император в 1081—1118 годах) овладел Константинополем и захватил императорский трон. Состояние империи было критическим. На востоке сельджуки подошли к берегам Мраморного моря, в то время как на западе сицилийские норманны готовили вторжение в Грецию. Земли на берегах Дуная подвергались постоянным набегам печенегов. Благодаря напряжению всех имеющихся ресурсов Алексею удалось справиться с внешними врагами: сельджуки были оттеснены с берегов Мраморного моря, норманны — с большими потерями отбиты от стен приморских крепостей, печенеги — отброшены обратно к Дунаю. Императору также удалось сломить сопротивление представителей старой элиты, которые организовали против него ряд заговоров. Несмотря на определённые успехи, положение империи оставалось сложным: гражданские войны конца XI века и постоянные внешние угрозы в начале правления Алексея негативно влияли на экономику Византии и на положение её подданных.
Ситуация начала меняться после начала Крестовых походов. В 1097 году император добился от проходящих через Константинополь участников Первого крестового похода вассальной клятвы, согласно которой крестоносцы должны были передать завоёванные земли византийцам. Клятва эта полностью выполнена не была, однако победы крестоносцев в Малой Азии в сочетании с быстрыми действиями императорской армии позволили Алексею захватить ряд ключевых крепостей и подчинить своей власти плодородные долины на западе полуострова. Договорённости с крестоносцами позволили императору претендовать на Антиохию, которая была захвачена одним из вождей похода, норманном Боэмундом Тарентским. Напряжение между норманнами и византийцами вылилось в новую войну (1107—1109 годы), которая закончилась поражением норманнов под Диррахием и подписанием Девольского мирного договора. Согласно тексту договора (в том виде, в каком он сохранён Анной Комниной), Боэмунд объявлял себя вассалом византийского императора и отказывался от притязаний на Антиохию.
Победа под Диррахием отодвинула норманнскую угрозу на второй план. В последние годы своего правления Алексей Комнин вновь боролся с заговорами внутренних противников и лично принимал участие в кампаниях против сельджуков. В 1116 году в битве близ Филомелиона Алексей разбил войска сельджуков и на некоторое время ограничил набеги кочевников на восточные границы империи. Политика по постепенному вытеснению сельджуков вглубь Малой Азии была позже продолжена его сыном Иоанном.
Внешнеполитическим успехам Алексея способствовали его внутренние преобразования. Император построил новую власть вокруг своей семьи. В начале XII века все ключевые посты в государстве занимали либо родственники императора, либо люди, связанные с ним многолетней совместной службой. Для укрепления экономики Алексей провёл финансовую реформу, выпустив новую монету, и упорядочил налогообложение. Помимо этого император заключил договор с Венецией. Этот договор открыл для республики святого Марка новые торговые рынки и ускорил развитие коммерческих связей между Константинополем и рынками латинских городов. Император также активно занимался строительной деятельностью.

#### Правление Иоанна и Мануила

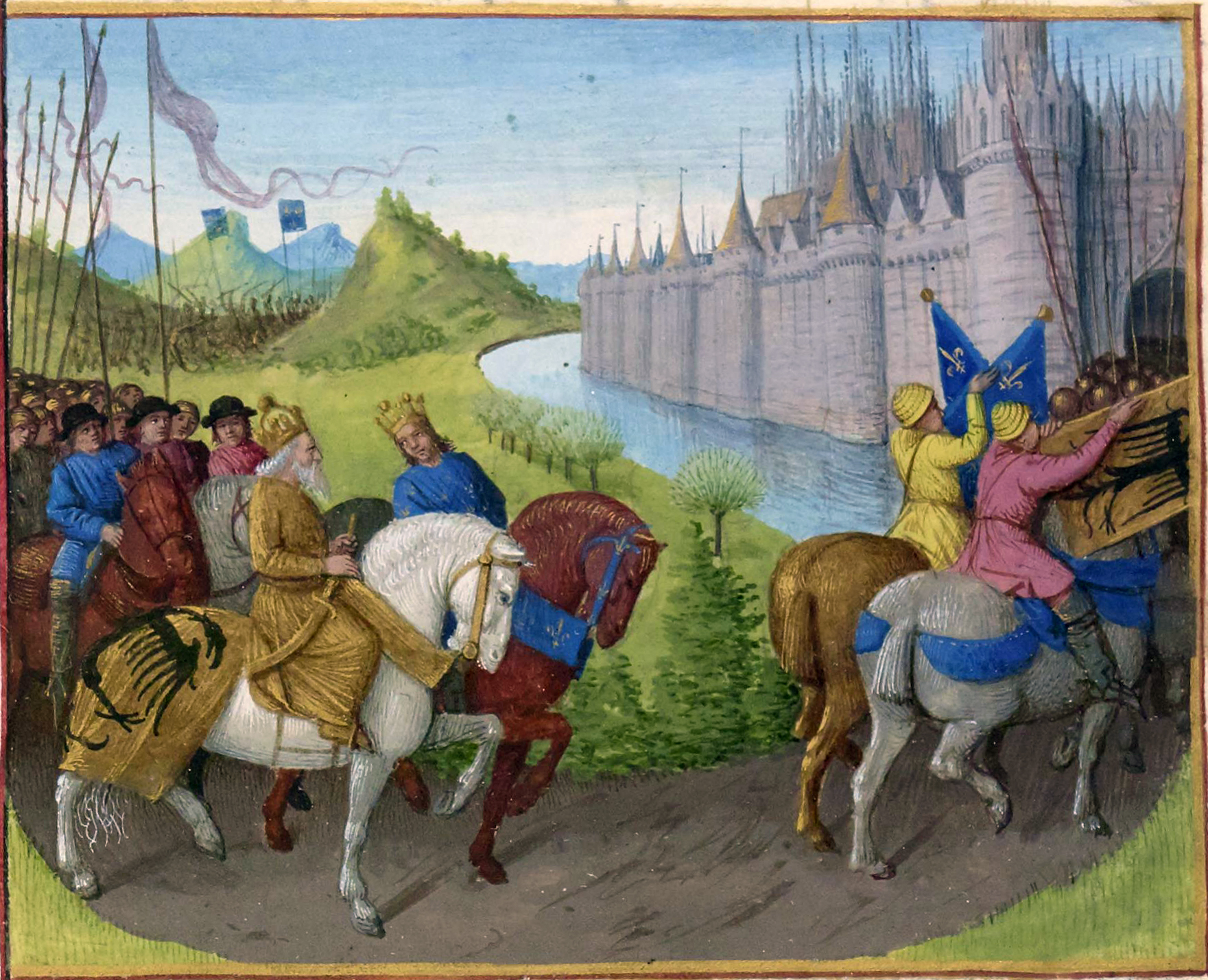
Участники Второго крестового похода (1145—1149) прибывают в Константинополь. Миниатюра из «Больших французских хроник»

Иоанн II Комнин (император в 1118—1143 годы) вёл активную экспансионистскую политику: отвоевал у турок часть византийских территорий, завоёванных ими ранее, принудил Антиохийское княжество к принесению вассальной клятвы (последняя была формальной). В 1142 году Иоанн Комнин намеревался вновь идти войной на Антиохию с целью получения реального контроля над антиохийским княжеством, но смерть не позволила ему реализовать этот план. Укрепление государства и армии позволило Комнинам отразить наступление норманнов на Балканы, отвоевать у сельджуков значительную часть Малой Азии, установить суверенитет над Антиохией. Мануил I принудил Венгрию признать суверенитет Византии (1164 год) и утвердил свою власть в Сербии. Но в целом положение продолжало оставаться тяжёлым. Особенно опасным было поведение Венеции — бывший православный город в составе Византии, подчинивший все свои храмы римскому папе, несмотря на номинальное подчинение, стал соперником и врагом империи, создавал сильную конкуренцию её торговле.
В 1176 году византийская армия была разгромлена турками при Мириокефалоне. На всех границах Византия была вынуждена перейти к обороне.
Политика Византии в отношении крестоносцев заключалась в связывании их предводителей вассальными узами и возврате с их помощью территорий на востоке, но особого успеха это не принесло. Отношения с крестоносцами постоянно ухудшались. Как многие из их предшественников, Комнины мечтали восстановить свою власть над Римом, будь то посредством силы или путём союза с папством, и разрушить Западную империю, факт существования которой всегда представлялся им узурпацией их прав.
Особенно старался осуществить эти мечты Мануил I. Казалось, что Мануил стяжал империи несравненную славу во всём мире и сделал Константинополь центром европейской политики; но когда он умер в 1180 году, Византия оказалась разорённой и ненавидимой латинянами, готовыми в любой момент напасть на неё после погрома латинян в Константинополе. В то же время в стране назревал серьёзный внутренний кризис.

### Кризис XIII века
После смерти Мануила I вспыхнуло народное восстание в Константинополе (1181 год), вызванное недовольством политикой правительства, покровительствовавшего итальянским купцам, а также западноевропейским рыцарям, поступавшим на службу к императорам. Отношения с Западом резко ухудшились в 1182 году, когда в Константинополе произошла резня латинов: массовый погром в отношении купцов-католиков с огромным количеством жертв. Страна переживала глубокий экономический кризис: усилились феодальная раздробленность, фактическая независимость правителей провинций от центральной власти, пришли в упадок города, ослабли армия и флот. Кипр, Трапезунд, Фессалия, после прихода к власти династии Ангелов, фактически не подчинялись центральной власти. Начался распад империи. В 1187 году отпала Болгария; в 1190 году Византия была вынуждена признать независимость Сербии.
Когда же в 1192 году дожем Венеции стал Энрико Дандоло, возникла мысль, что наилучшим средством как для разрешения кризиса и удовлетворения накопившейся ненависти латинян, так и для обеспечения интересов Венеции на Востоке было бы завоевание Византийской империи. Враждебность папы, домогательства Венеции, озлобление всего католического мира после резни латинов — всё это вместе взятое предопределило тот факт, что четвёртый крестовый поход (1202—1204) обратился вместо Палестины уже против Константинополя. Истощённая, ослабленная натиском славянских государств, Византия оказалась неспособной сопротивляться крестоносцам.

#### Латинская империя

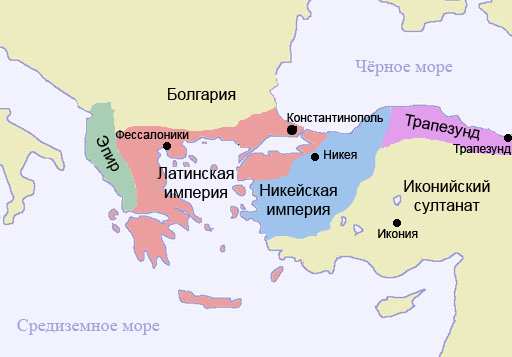
Византийская империя после Четвёртого крестового похода (1204 год)

В 1204 году армия крестоносцев, испытывавшая недостаток денег на поход в Палестину, завоевала константинопольский престол для сына низложенного императора Исаака II — Алексея Ангела, в обмен на обещание щедрого вознаграждения, однако он не смог расплатиться с «наёмниками» и вскоре был свергнут и убит вместе со своим отцом. После этого обозлённые крестоносцы захватили Константинополь и разграбили его, а на трон посадили Балдуина Фландрского. При этом погибло огромное количество памятников искусства. Византия распалась на ряд государств — Латинскую империю и Ахейское княжество, созданные на территориях, захваченных крестоносцами, и Никейскую, Трапезундскую и Эпирскую империи — оставшиеся под контролем греков. Латиняне подавляли в Византии греческую культуру, засилье венецианских торговцев мешало возрождению византийских городов.

#### Никейская империя
Положение Латинской империи было очень шатким — ненависть греков и нападения болгар сильно ослабили её. Болдуин II проживал в Константинополе на средства, выпрошенные у папы и у Людовика Святого, отбирал украшения из церквей и монастырей и занимал деньги у венецианских банкиров, которым предоставил все экономические средства страны. У него не было войска, гарнизон в Константинополе держали венецианцы, само существование Латинской империи зависело от того, придут ли в опасный момент европейцы, чтобы спасти её. Между преемниками Асеня происходили междоусобные войны, и болгарский царь Константин Тих не был в состоянии воспрепятствовать планам Никейского императора.
Весной 1261 года император Никейской империи Михаил Палеолог заключил союз с Генуей, которой предоставил обширные торговые права, в ущерб венецианцам, и выговорил помощь генуэзского флота для завоевания Константинополя. Он послал в Европу опытного генерала Алексея Стратигопула, который вошёл в переговоры с греческим населением в ближайших окрестностях Константинополя, получил точные сведения о том, что происходит в городе среди латинян, и, по истечении срока перемирия, двинулся к Константинополю, откуда венецианский гарнизон только что был переведён на суда, с целью напасть на генуэзцев.

### Реставрация империи

Византийская империя и Балканские государства около 1265 года

В ночь на 25 июля 1261 года Алексей Стратигопул подкрался к стенам Константинополя, без шума вступил в город и завладел им почти без сопротивления. Император Болдуин спасся бегством на Эвбею. Только венецианцы и часть латинян пытались защищаться в Галате, но Стратигопул поджёг эту часть города и лишил латинян всякой точки опоры, они поспешили также сесть на суда и спасаться бегством. 15 августа 1261 года Михаил Палеолог, разгромив Латинскую империю, торжественно вошёл в Константинополь, объявил о восстановлении Византийской империи и короновался в храме святой Софии.
В 1337 году к ней присоединился Эпир. Но Ахейское княжество, единственное жизнеспособное образование крестоносцев в Греции, просуществовало до начала XV века, когда было завоёвано деспотом Мореи. Восстановить Византийскую империю в её целости было уже невозможно. Михаил VIII Палеолог (1261—1282) попытался это осуществить, и хотя ему не удалось полностью воплотить в жизнь свои устремления, тем не менее его усилия, практические дарования и гибкий ум делают его последним значительным императором Византии.
Пред лицом внешней опасности, угрожавшей империи, было необходимо, чтобы она сохраняла единство, спокойствие и силу. Эпоха Палеологов, напротив, была полна восстаний и гражданских смут.

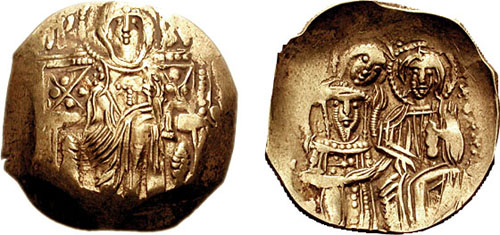
Михаил VIII Палеолог на коленях перед Христом, на монете, выпущенной, чтобы отпраздновать освобождение столицы империи от крестоносцев

В Европе самыми опасными противниками Византии оказались сербы. При преемниках Стефана Немани — Стефане Уроше I (1243—1276), Стефане Драгутине (1276—1282), Стефане Уроше II Милутине (1282—1321) — Сербия так расширила свою территорию за счёт болгар и византийцев, что стала самым значительным государством на Балканском полуострове.

### XIV—XV века. Кризис и падение
Начиная с 1230-х гг. постоянно усиливалось давление османов, тем более вождь Огузского племени Кайи Эртогрул получил расположенный на границе с Никейской империей Сёгют во владение от сельджукского султана Ала ад-Дина Кей-Кубада. Когда в 1281 году сын Эртугрула Осман — бей возглавил Сёгютский бейлик, он начал присоединять соседние земли Византии и даже в 1299 году завоевал крепость Инегёль. Позднее сын Османа Орхан Гази (1326—1359) продолжил дело своих знаменитых отца и деда. Несмотря на некоторые удачные попытки Андроника II и Андроника III остановить турок, в том числе и при поддержке каталонских наёмников, в 1326 году Бурса пала в ходе многолетней осады перед османами, превратившими её в свою столицу. Затем была взята Никея (1329 год), за ней — Никомедия (1337); в 1338 году османы достигли Босфора и вскоре перешли его по приглашению самих же византийцев, настойчиво добивавшихся их союза в гражданской войне. Свою определяющую роль сыграла и чума 1347 года и её рецидивы.
В 1352—1354 году османы заняли полуостров Галлиполи и приступили к завоеваниям в Европе. Это обстоятельство привело к тому, что императорам пришлось искать помощи на западе. Иоанн V (1369 год) и затем Мануил II (1417 год) решились по политическим соображениям возобновить переговоры с Римом, а Иоанн VIII, чтобы предотвратить османскую опасность, предпринял отчаянную попытку — император лично явился в Италию (1437 год) и на Флорентийском соборе подписал с Евгением IV унию, которая по замыслу её инициаторов должна была положить конец разделению церквей (1439 год).

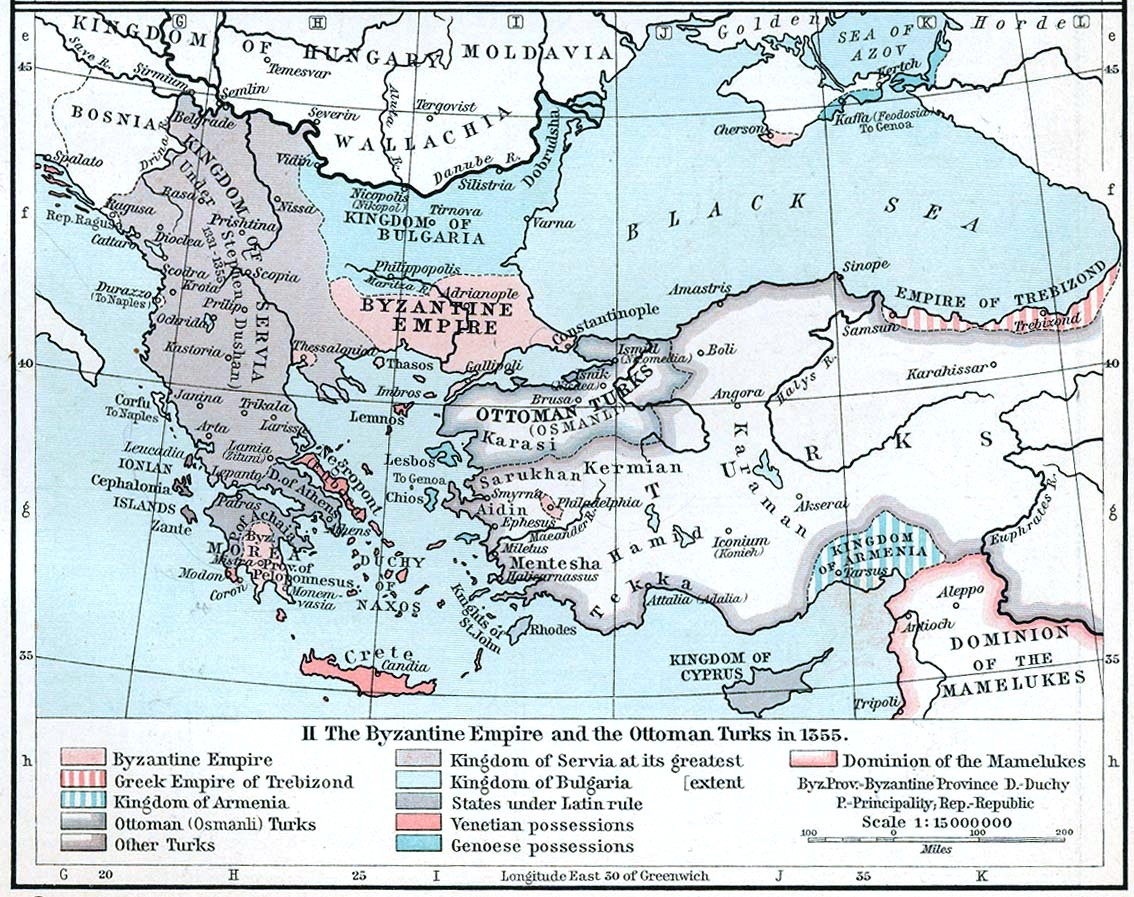
Византийская империя к 1355 году

Но простое население, значительная часть знати (в том числе и брат императора), архиереев и клириков не приняли унию, и эти действия вместо искомого примирения лишь усугубили внутренние раздоры.
Наконец завоевания османов начали угрожать самому существованию страны. Сын Орхана Гази Мурад I (1359—1389) завоевал Фракию (1361 год), власть над которой Иоанн V Палеолог вынужден был за ним признать (1363 год); затем он захватил Филиппополь, а вскоре и Адрианополь, куда перенёс свою столицу (1365 год). Константинополь, изолированный, окружённый, отрезанный от остальных областей, ожидал за своими стенами смертельного удара, казавшегося неизбежным. Тем временем османы завершили завоевание Балканского полуострова. У Марицы они разбили южных сербов и болгар (1371 год); они основали свои колонии в Македонии и стали угрожать Фессалоникам (1374 год); они вторглись в Албанию (1386 год), разбили Сербскую империю и после битвы на Косовом поле превратили Болгарию в османский пашалык (1393 год). Иоанн V Палеолог был вынужден признать себя вассалом султана, платить ему дань и поставлять ему контингенты войск для захвата Филадельфии (1391 год) — последнего оплота, которым ещё владела Византия в Малой Азии.
Баязид I (1389—1402) действовал в отношении Византийской империи ещё более энергично. Он блокировал столицу (1394—1402) со всех сторон, а когда попытка Запада спасти Византию в битве при Никополе (1396 год) потерпела неудачу, он попытался штурмом взять Константинополь (1397) и одновременно вторгся в Морею. Вторжение в Анатолию Тамерлана, отвлекшее от осады Константинополя основные силы Баязида, и последовавшее сокрушительное поражение османов в Ангорской битве (июль 1402 год), дали империи ещё двадцать лет отсрочки, которую византийцы по своему обычаю приписали чудесному заступничеству Богородицы.
Но в 1421 году султан Мурад II (1421—1451) возобновил наступление. Он атаковал, хотя и безуспешно, Константинополь, который энергично сопротивлялся (1422 год); он захватил Фессалоники (1430 год), купленные в 1423 году венецианцами у византийцев; один из его полководцев проник в Морею (1423 год); сам он успешно действовал в Боснии и Албании и заставил государя Валахии (Молдавского княжества) платить дань.

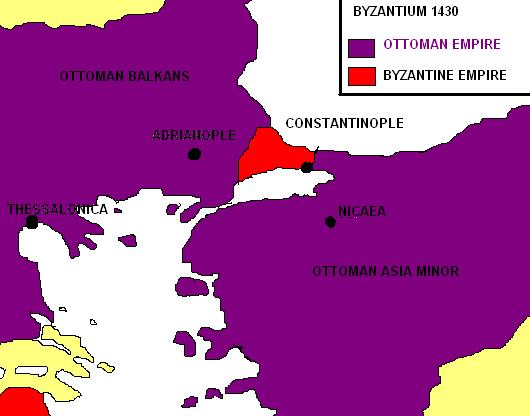
Византийская империя в 1430 году

Византийская империя владела теперь, помимо Константинополя и прилегающих к нему области до Деркона и Селимврии, лишь несколькими отдельными областями, рассеянными по побережью: Анхиалом, Месемврией, Афоном и Пелопоннесом, который, будучи почти полностью отвоёван у латинян, стал как бы центром греческой нации. Несмотря на героические усилия Яноша Хуньяди, который в 1443 году разбил османов при Яловаце, несмотря на сопротивление Скандербега в Албании, турки упорно преследовали свои цели. В 1444 году в сражении при Варне обернулась поражением последняя серьёзная попытка восточных христиан противостоять османам. Афинское герцогство подчинилось им, княжество Морея, завоёванное османами в 1446 году, вынуждено было признать себя данником; во второй битве на Косовом поле (1448 год) Янош Хуньяди потерпел поражение. Оставался лишь Константинополь — неприступная цитадель, которая воплощала в себе всю империю. Но и для него близился конец. Мехмед II, вступая на трон (1451 год), твёрдо намеревался овладеть им.

#### Падение Константинополя

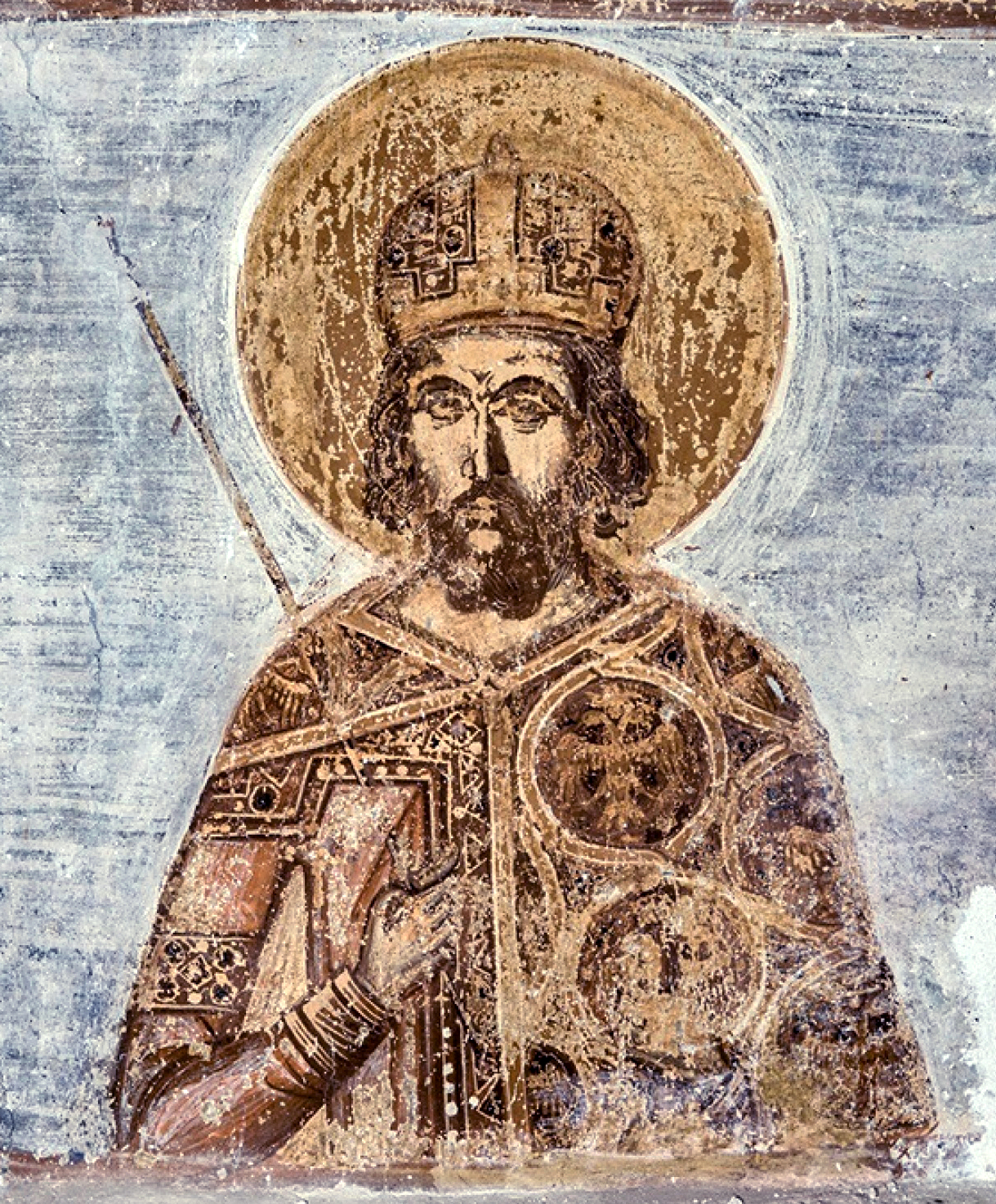
Единственное прижизненное изображение Константина XI Палеолога, последнего императора Византийской империи, фреска из Кафоликона монастыря Таксиархов в Эйялия, середина XV века (обнаружена во время реставрационных работ в 2024 году)

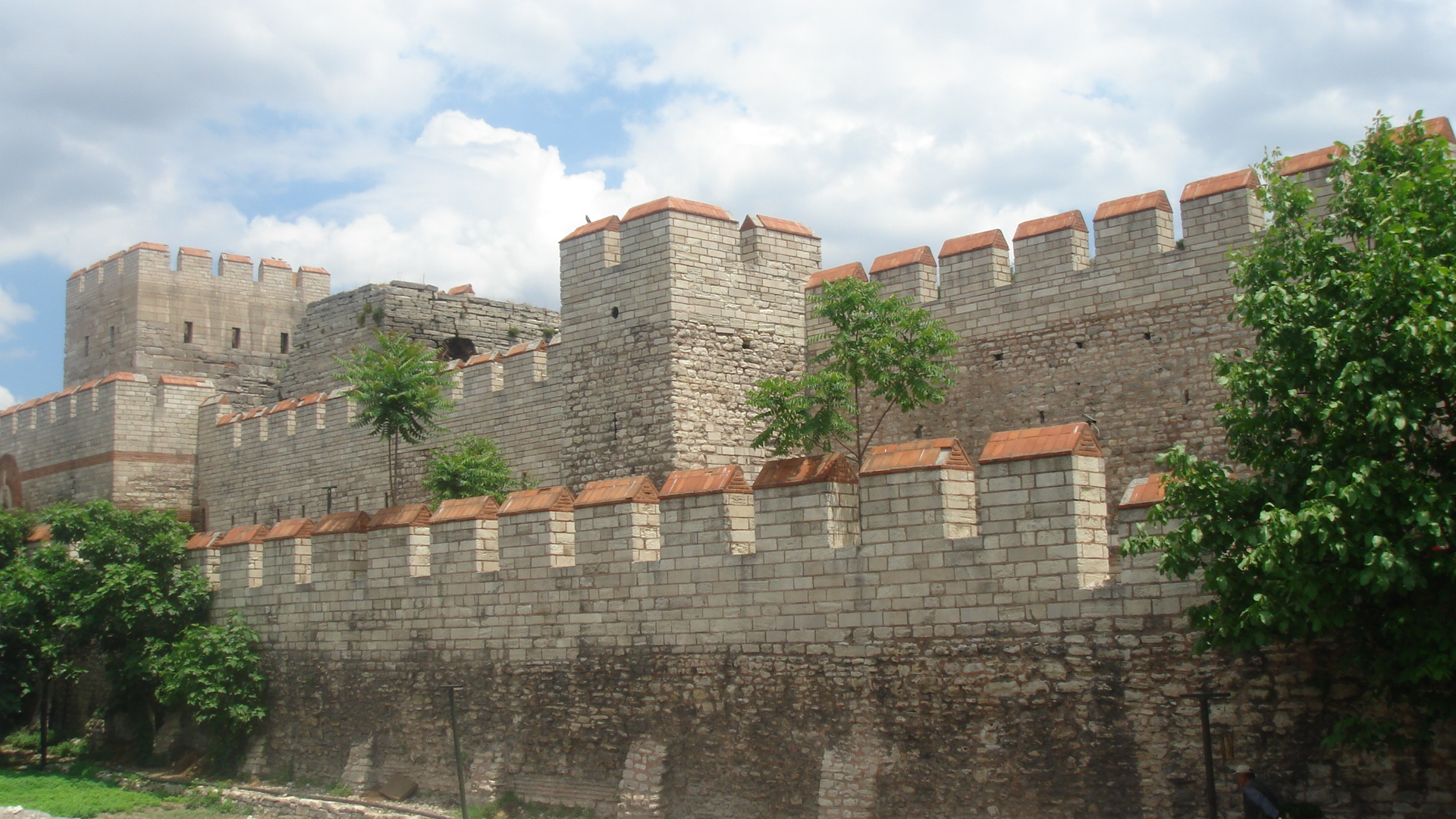
Реконструированный участок Феодосиевых стен Константинополя

К началу XV века Византия представляла собой крохотное государство на задворках Европы. Ради её завоевания никто не решался штурмовать древние стены Константинополя. К власти над турками пришёл новый и энергичный правитель — Мехмед II, который задался мечтой покорить город.
5 апреля 1453 года турки начали осаду Константинополя, священного для византийцев города.
Ещё раньше султан построил на Босфоре Румелийскую крепость (Румелихисар), которая перерезала коммуникации между Константинополем и Чёрным морем, и одновременно послал экспедицию в Морею, чтобы помешать греческим деспотам Мистры оказать помощь столице. Против турецкой армии, состоявшей из примерно 180 тыс. человек, император Константин XI Палеолог смог выставить едва лишь 7 тыс. солдат, из которых по крайней мере треть составляли иностранцы; византийцы, враждебно относившиеся к церковной унии, заключённой их императором, не испытывали желания воевать. Тем не менее, несмотря на мощь турецкой артиллерии, первый приступ был отбит (18 апреля).
Мехмеду II удалось провести свой флот в бухту Золотой Рог и таким образом поставить под угрозу другой участок укреплений. Однако штурм 7 мая опять не удался. Но в городском валу на подступах к воротам св. Романа была пробита брешь. Перед решающим сражением произошёл разлад среди турок. Многие выступали за снятие осады. Тем временем в Константинополе Константин XI произнёс торжественную речь, в которой призывал солдат сражаться до последнего, напомнил, что они являются потомками древнего Рима и Греции. Это слегка воодушевило солдат. Все понимали, что скоро произойдёт решающее сражение.
В ночь с 28 мая на 29 мая 1453 года началась последняя атака. Дважды османы были отбиты; тогда Мехмед бросил на штурм янычар. В то же время генуэзец Джустиниани Лонго, бывший вместе с императором душой обороны, получил серьёзное ранение и оказался вынужден покинуть свой пост. Это дезорганизовало защиту. Император продолжал доблестно сражаться, но часть вражеского войска, овладев подземным ходом из крепости — так называемой Ксилопортой, напала на защитников с тыла. Это был конец. Константин Драгаш сбросил с себя символы императорской власти и бросился в гущу битвы. Погиб в бою.
30 мая 1453 года, в восемь часов утра, Мехмед II вступил в столицу и приказал переделать центральный собор города — собор Святой Софии — в мечеть. Последние остатки некогда великой империи — Морейский деспотат, Трапезундская империя и Эпирское царство — попали под османское иго в 1460, 1461 и 1479 годах соответственно. Османская империя двинулась на Европу.

## Карты

Города и флаги Причерноморских городов Византийской империи на вексиллографической карте-реконструкции Причерноморского региона «Флаги Причерноморских городов и государств по средневековым морским картам конца XIII—XVII веков».

## Попытки восстановления
В 1459 году папа римский Пий II созвал в Мантуе собор для обсуждения Крестового похода с целью освобождения Константинополя. Но поход так и не состоялся.
С падением Византии на востоке в молодом Московском княжестве стала распространяться теория «Москва — Третий Рим». Её правители считали себя как духовными, так и политическими преемниками павшей Византии. Чтобы закрепить за собой титул преемника Византии, был заключён брак между русским великим князем Иваном III Васильевичем и Софией Палеолог. Родившийся в результате этого брака русский великий князь Василий III приходится правнуком византийскому императору Мануилу II Палеологу.

## Население и языки Византии
Национальный состав населения Византийской империи, особенно на первом этапе её истории, был крайне пёстрым: греки, италийцы (италики), сирийцы, копты, армяне, евреи, эллинизированные малоазийские племена, фракийцы, иллирийцы, даки, грузины, лазы, южные славяне. С сокращением территории Византии (начиная с конца VI века) часть народов осталась вне её пределов, увеличилась доля армянского населения (вследствие присоединения к империи новых армянских провинций) и их влияние, также в империю вторгались и расселялись новые народы (готы в IV—V веках, славяне в VI—VII веках, арабы в VII—IX веках, печенеги, половцы в XI—XIII веках и др.). В VI—XI веках в состав населения Византии входили этнические группы, из которых в дальнейшем сформировалась итальянская народность. Государственный язык Византии в IV—VI веках — латинский, с VII века до конца существования империи — греческий. Большинство правящей элиты имело греческое и армянское происхождение.

## Государственное устройство

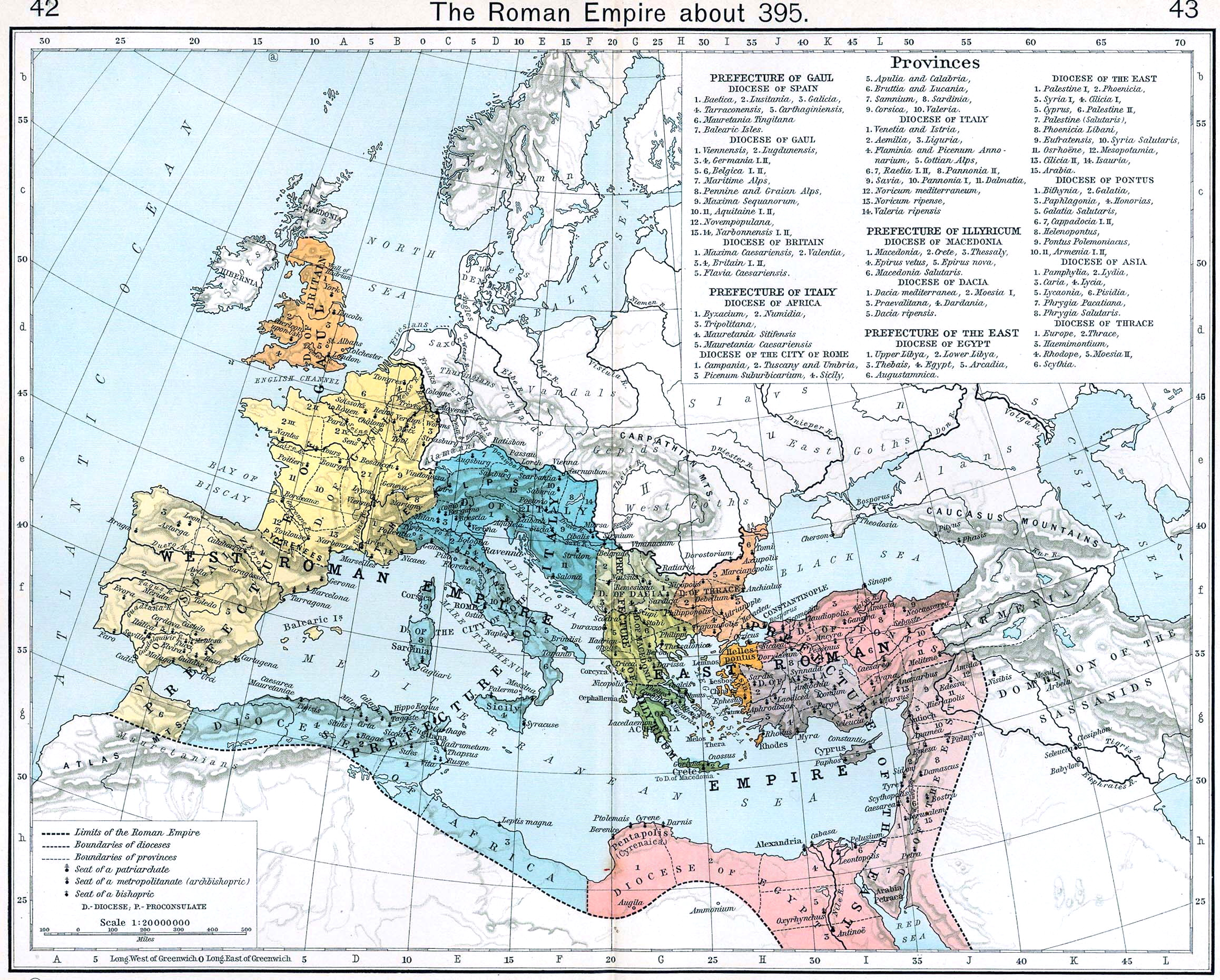
Римская империя к 395 году

От Римской империи Византия унаследовала монархическую форму правления с императором во главе. С VII в. с переходом на греческий язык глава государства именовался автократор (греч. Αὐτοκράτωρ — самодержец) или василевс (греч. Βασιλεὺς — букв. царь).
Император был главой Византийской империи, который распоряжался как церковными, так и светскими делами. Православная церковь, которая господствовала в Византии, считала, что император наделён властью от Бога, в связи с чем личность его священна. И вся власть в государстве (законодательная, исполнительная и судебная) находилась именно в руках императора. Порядок престолонаследия не был определён. Выборы императора осуществлялись формально сенатом, армией и «народом» в лице своеобразных политических партий Византии. Нередки были случаи, когда действующий император сам назначал своего «соправителя» или преемника.
Сенат (синклит) — совещательный орган, который создавался при императоре и занимался обсуждением самых важных вопросов внутренней и внешней политики Византии. Был также при императоре и другой совещательный орган — Государственный совет (консисторий), который находился во главе центрального государственного управления в Византийской империи и занимался рассмотрением законопроектов и осуществлением судебных функций по важнейшим уголовным делам, а также обсуждением текущих вопросов государственного управления, осуществлением некоторых судебных функций.
К Высшим должностным лицам Византии относились два префекта претория, префект столицы, начальник дворца, квестор, два комита финансов и два магистра армии. Все они подчинялись непосредственно императорам.
Византийская Империя состояла из двух префектур — Восток и Иллирик, во главе каждой из которых стояли префекты: префект претория Востока (лат. Praefectus praetorio Orientis) и префект претория Иллирика (лат. Praefectus praetorio Illyrici). В отдельную единицу был выделен Константинополь во главе с префектом города Константинополя (лат. Praefectus urbis Constantinopolitanae).
Длительное время сохранялась прежняя система государственного и финансового управления. Но с конца VI века начинаются существенные изменения. Реформы связаны в основном с обороной (административное деление на фемы вместо экзархатов) и преимущественно греческой культурой страны (введение должностей логофета, стратега, друнгария и т. д.). С X века широко распространяются феодальные принципы управления, этот процесс привёл к утверждению на троне представителей феодальной аристократии. До самого конца империи не прекращаются многочисленные мятежи и борьба за императорский трон.
Двумя высшими военными должностными лицами были главнокомандующий пехоты (лат. magister paeditum) и начальник конницы (лат. magister equitum), позже эти должности были объединены (Magister militum); в столице были два магистра пехоты и конницы (Стратиг Опсикия) (лат. Magistri equitum et paeditum in praesenti). Кроме того существовали магистр пехоты и конницы Востока (Стратиг Анатолика), магистр пехоты и конницы Иллирика, магистр пехоты и конницы Фракии (Стратиг Фракисии).
Константинополь совместно с сельской местностью до 100 миль, которая к нему прилегала, являлся самостоятельной имперской административной единицей. Главой города был префект (эпарх) столицы, который по должности был председателем сената. Председателем Государственного совета был квестор, ведающий разработкой и рассылкой императорских указов и обладающий судебной властью. Армию возглавляли два магистра, один из которых осуществлял командование пехотой, а другой — кавалерией. В VII в. Произошло разделение всего византийского чиновничества на 60 разрядов или чинов. Логофеты — лица, которые занимали высшие государственные должности.
Вся империя подразделялась на две префектуры, каждая из которых разделялась на семь диоцезов, в состав которых входило по 50 провинций. Сначала гражданская власть была отделена от военной, но в VI в. в некоторых пограничных областях правительство объединило военно-гражданскую власть в одних руках. В VII в. в связи с военной угрозой многие пограничные провинции были переведены на военное положение, а управление ими стали осуществлять военные начальники. Таким образом появилась новая система местного управления — фемный строй. Фема — военный округ, на территории которого были расквартированы войска, возглавлял который стратиг — командующий войсками.

### Византийские императоры
После падения Западной Римской империи (476 год), Восточная Римская империя продолжала существовать ещё почти тысячу лет; в историографии она уже после падения стала называться Византией.
Для правящего класса Византии характерна мобильность. Во все времена человек из низов мог пробиться к власти. В некоторых случаях ему было даже легче: например, была возможность сделать карьеру в армии и заслужить воинскую славу. Так, например, император Михаил II Травл был необразованным наёмником, был приговорён к смерти императором Львом V за мятеж, и его казнь была отложена лишь из-за празднования Рождества (820 год); Василий I был крестьянином, а затем объездчиком лошадей на службе у знатного вельможи. Роман I Лакапин был также выходцем из крестьян, Михаил IV, до того как стать императором, был менялой, как и один из его братьев.

## Армия
Хотя армия Византии ведёт свою историю от армии Римской империи, её структура приближалась к фаланговой системе эллинских государств. Византийская армия долгое время была одной из сильнейших армий Европы. При македонской династии византийцы постоянно одерживали победы на востоке над мусульманскими государствами, над Арменией и Грузией. Византийскую армию сильно недооценивают, но 1000 лет существования страны говорит о силе византийского воинства. К концу существования Византии она стала в основном наёмной и отличалась довольно низкой боеспособностью.

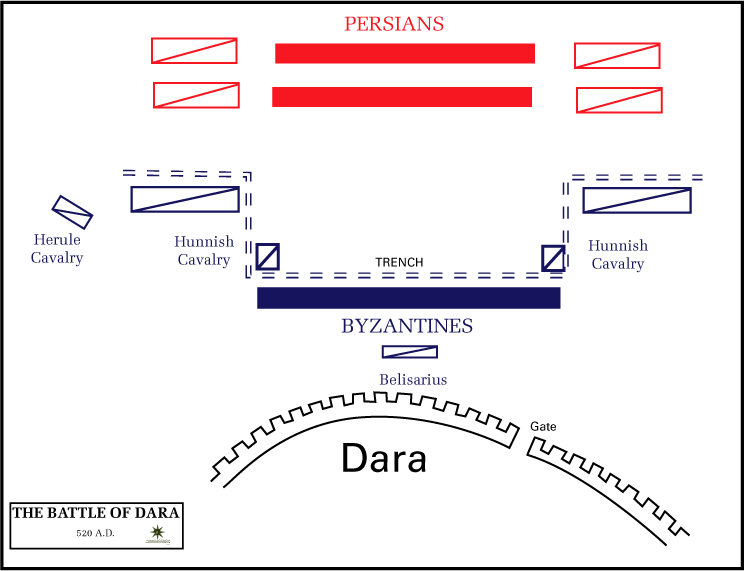
План сражения у Дары 530 года н. э., в котором на стороне Византийской империи участвовали наёмники-иностранцы, включая гуннов

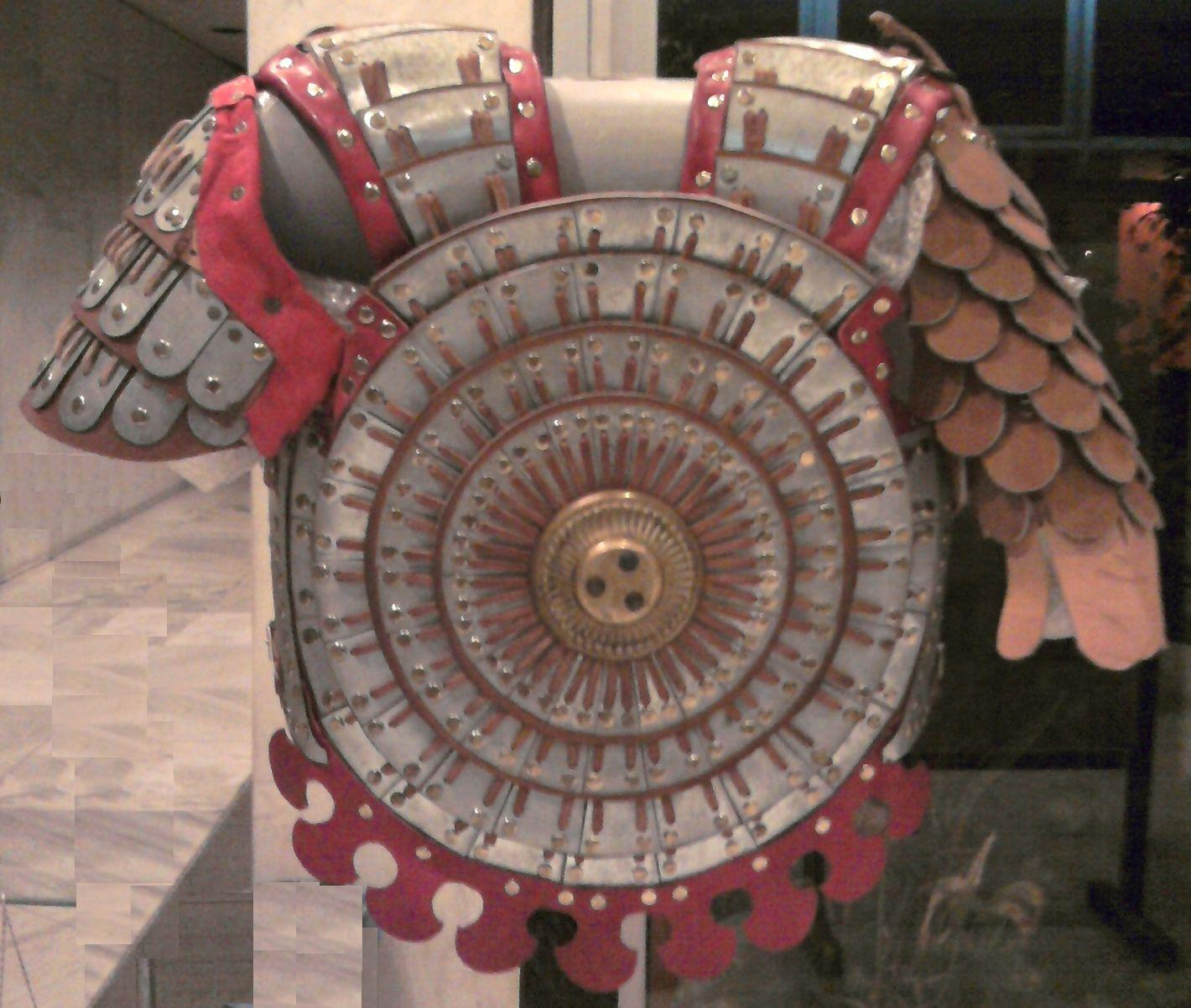
Византийский ламеллярный доспех кливанион (Κλιβάνιον) — прототип зерцального доспеха

Зато в деталях была разработана система воинского управления и снабжения, публикуются труды по стратегии и тактике, широко применяются разнообразные технические средства, в частности для оповещения о нападении врагов выстраивается система маяков. В отличие от старой римской армии сильно возрастает значение флота, которому изобретение «греческого огня» помогает завоевать господство в море. У Сасанидов перенимается полностью бронированная конница — катафрактарии. В то же время исчезают технически сложные метательные орудия, баллисты и катапульты, вытесненные более простыми и эффективными камнемётами.
Переход к фемной системе набора войска обеспечил стране 150 лет успешных войн, но финансовое истощение крестьянства и его переход в зависимость от феодалов привели к постепенному снижению боеспособности. Система комплектования была изменена на типично феодальную, когда знать была обязана поставлять воинские контингенты за право владения землёй.
В дальнейшем армия и флот приходят во всё больший упадок, а в самом конце существования империи представляют собой чисто наёмные формирования. В 1453 году Константинополь с населением в 60 тыс. жителей смог выставить лишь 5-тысячную армию и 2,5 тысяч наёмников. С X века константинопольские императоры нанимали технологически развитых и сильных в военном деле южных и северных русов, а также воинов из соседних варварских тюркских племён. С X века этнически смешанные варяги играли значительную роль в тяжёлой пехоте, а лёгкая конница комплектовалась из тюркских кочевников.
После того, как эпоха походов викингов подошла к концу в начале XI века, наёмники из Скандинавии (а также из завоёванной Норманнами Англии) устремились в Византию через Средиземное море. Будущий норвежский король Харальд Суровый несколько лет воевал в варяжской гвардии по всему Средиземноморью. Варяжскую гвардию из уже полностью эллинизированных потомков варягов призывали оборонять Константинополь от крестоносцев в 1204 году.

## Культура и общество

Фреска св. Кирилла и Мефодия, XIX век, Троянский монастырь, Болгария

Большое культурное значение имел период правления императоров от Василия I Македонянина до Алексея I Комнина (867—1081). Существенные черты этого периода истории заключаются в высоком подъёме византинизма и в распространении его культурной миссии на юго-восточную Европу. Трудами знаменитых эллинистов и византийцев-фессалоникийцев Кирилла и Мефодия появилась славянская азбука — глаголица, что привело к возникновению у славян собственной письменной литературы. Патриарх Фотий положил преграды притязаниям римских пап и теоретически обосновал исконное право Константинополя на церковную независимость от Рима (см. Разделение церквей).
В научной сфере этот период отличается необыкновенной плодовитостью и разнообразием литературных предприятий. В сборниках и обработках этого периода сохранился драгоценный исторический, литературный и археологический материал, заимствованный от утраченных теперь писателей.

## Экономика

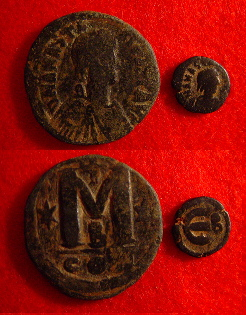
Византийские бронзовые монеты, правление Анастасия I, 498—518 годы

Византия большую часть своего существования была самой экономически развитой страной Европы. В состав государства входили богатые земли с большим количеством городов — Египет, Малая Азия, Греция. На первоначальном этапе развития Византия была сверх урбанизированной империей по средневековым меркам — в четырёх крупнейших городах Империи проживало 1,5 млн человек (Константинополь, Антиохия, Александрия и Эдесса). В городах ремесленники и торговцы объединялись в сословия. Принадлежность к сословию была не повинностью, а привилегией, вступление в него было обставлено рядом условий. Установленные эпархом (градоначальником) условия для 22 сословий Константинополя были сведены в X веке в сборник постановлений Книгу эпарха.
Несмотря на коррумпированную систему управления, рабовладельческое хозяйство и придворные интриги, экономика Византии длительное время была самой сильной в Европе. Торговля велась со всеми бывшими римскими владениями на западе и с Индией (через Сасанидов и арабов) на востоке. Даже после арабских завоеваний империя была очень богата. Но финансовые затраты на оборону государства также были очень велики, а богатство страны вызывало сильную зависть. К XIII веку численность городского населения едва составляла 100 тыс. человек, из них половина — в Константинополе. Упадок торговли, вызванный привилегиями, предоставленными итальянским купцам, захват Константинополя крестоносцами и натиск тюркских орд привели к окончательному ослаблению финансов и государства в целом.
В начальный период истории государства основу экономики составляло производство и таможенная структура. 85—90 % производства во всей Евразии (за исключением Индии и Китая) приходилось на Восточную Римскую империю. В империи делалось абсолютно всё: начиная от продуктов народного потребления (масляные лампы, оружие, доспехи, примитивные лифты, зеркала, некие другие предметы, связанные с косметикой), которые теперь довольно широко представлены во всех музеях мира, до уникальных произведений искусства, в других областях мира не представленных вовсе — иконопись, живопись и так далее.

## Наука, медицина, право, музыка
Византийская наука на протяжении всего периода существования государства находилась в тесной связи с античной философией и метафизикой. Основная деятельность учёных находилась в прикладной плоскости, где был достигнут ряд замечательных успехов, таких как строительство Софийского собора в Константинополе и изобретение греческого огня. В то же время, чистая наука практически не развивалась ни в плане создания новых теорий, ни с точки зрения развития идей античных мыслителей. В Константинополе с 855 или 856 года действовала Магнаврская высшая школа (Константинопольский университет), в которой молодых людей обучали философии, риторике и праву.
Медицина
Влияние византийской медицины сказывалось как в арабских странах, так и в Европе в эпоху Возрождения.
В последнее столетие существования империи Византия сыграла важную роль в распространении древнегреческой литературы в Италии эпохи раннего Ренессанса. Основным центром изучения астрономии и математики к тому времени стала академия Трапезунда.

### Право
Реформы Юстиниана I в области права оказали большое влияние на развитие юриспруденции. С принятием христианства византийское уголовное право было в значительной степени заимствовано на Руси.

## Значение Византийской империи
Византия создала блестящую культуру, может быть, самую блестящую, какую только знали средние века, бесспорно единственную, которая до XI в. существовала в христианской Европе. Константинополь оставался в течение многих столетий единственным великим городом христианской Европы, не знавшим себе равных по великолепию. Своей литературой и искусством Византия оказывала значительное влияние на окружавшие её народы. Оставшиеся от неё памятники и величественные произведения искусства показывают нам весь блеск византийской культуры. Поэтому Византия занимала в истории средних веков значительное и, надо сказать, заслуженное место.

На Византию, как на пример, которому не подобало следовать, ссылались государственные люди. Так, Наполеон I, в эпоху ста дней, в июне 1815 года отвечал палатам такими словами: "Помогите мне спасти отечество… Не будем подражать примеру Византийской империи.

## «Греческий проект»
Во второй половине XVIII века в Российской империи времён Екатерины II существовал проект возрождения Византии, так называемый «Греческий проект». Российская империя тогда вела войны с Османской империей, и план предусматривал, в случае безоговорочной победы над турками и взятия Константинополя, создание новой «Византийской империи». Императором этой возрождённой Византии должен был стать Константин Павлович, великий князь, сын наследника Павла Петровича (будущего Павла I) и внук Екатерины. Вольтер призывал Екатерину дойти в войне с турками до Стамбула, вновь превратить его в Константинополь, разрушить Турцию, спасти балканских христиан. И даже дал практический совет: для большего сходства с подвигами древности использовать в степных боях против турок колесницы. Однако взятия Константинополя не произошло, и о плане впоследствии забыли.

## Галерея

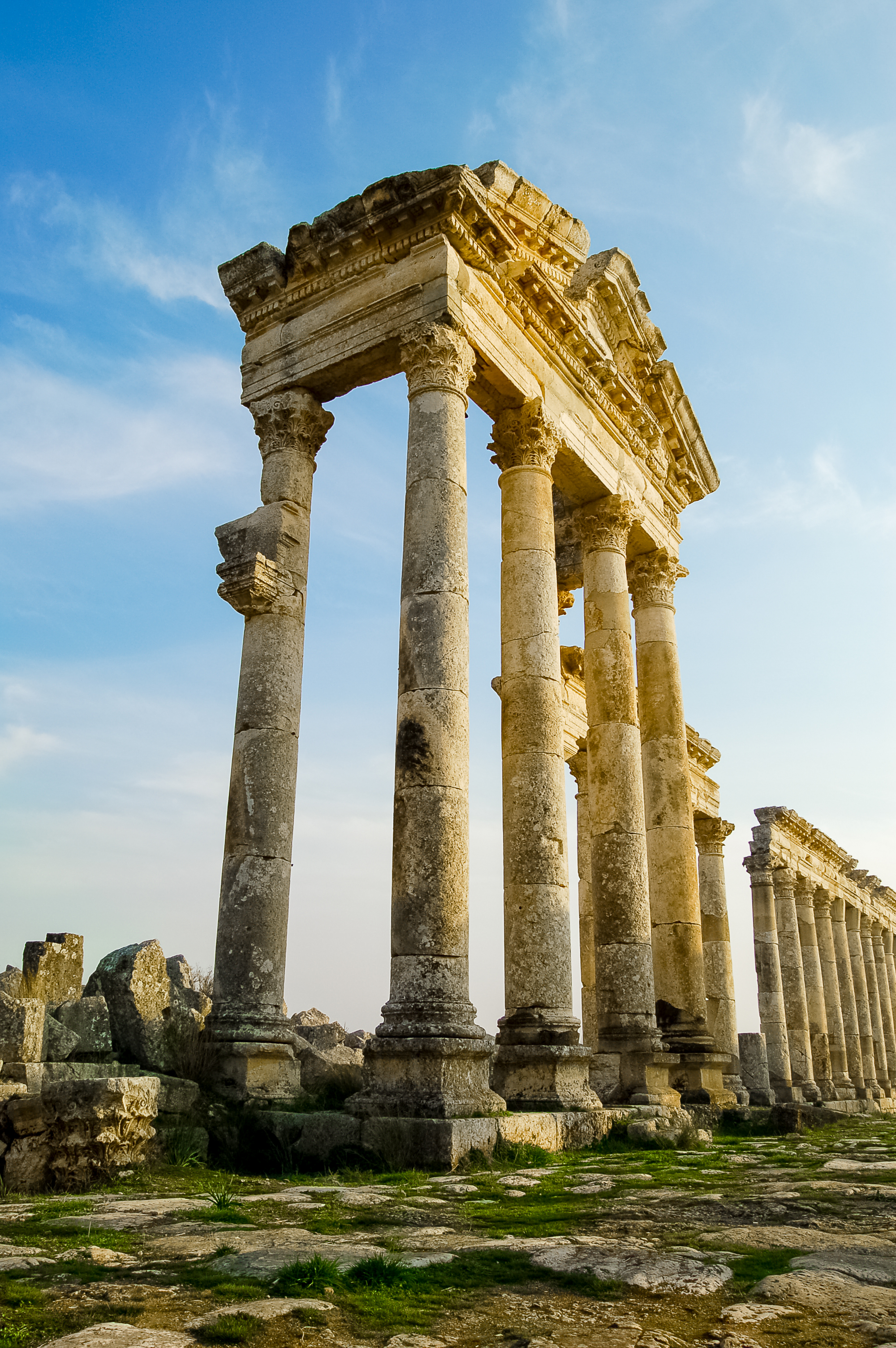
Тетрастилон, построенный византийским императором Юстинианом I в Апамее, VI век, Сирия
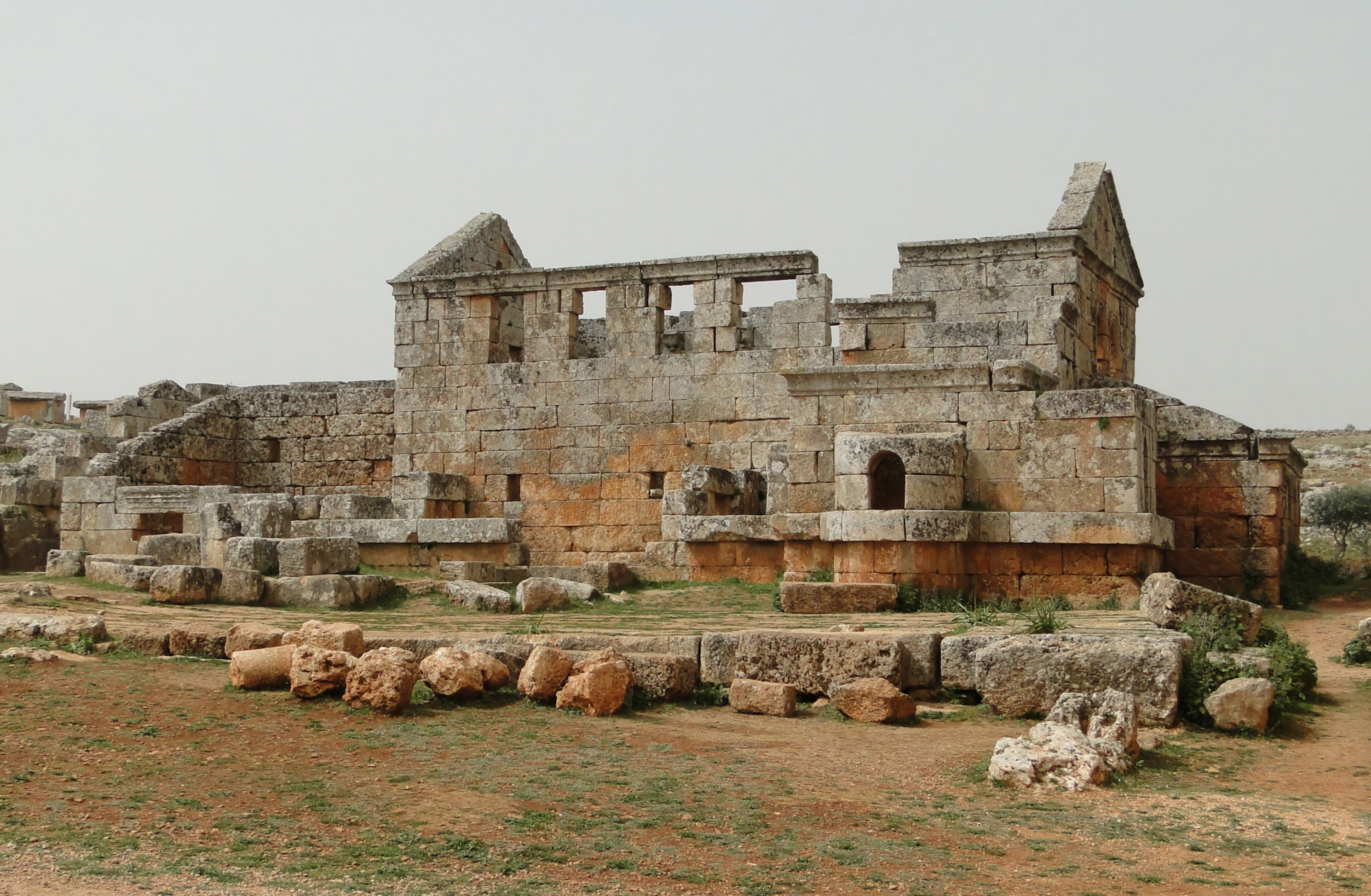
Общественные бани в Серджилле, Сирия
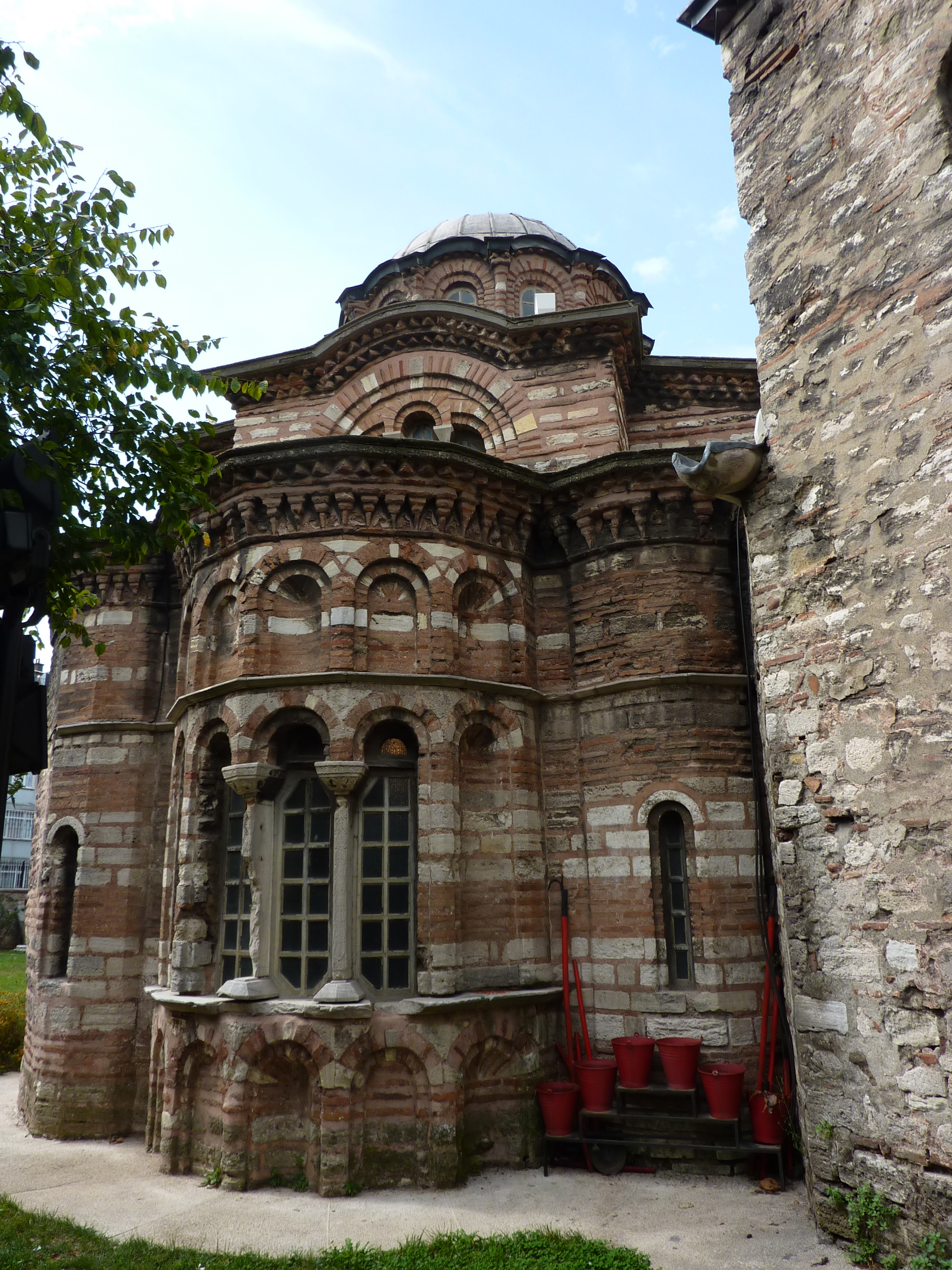
Церковь Богородицы Паммакаристы, XIV век, Турция
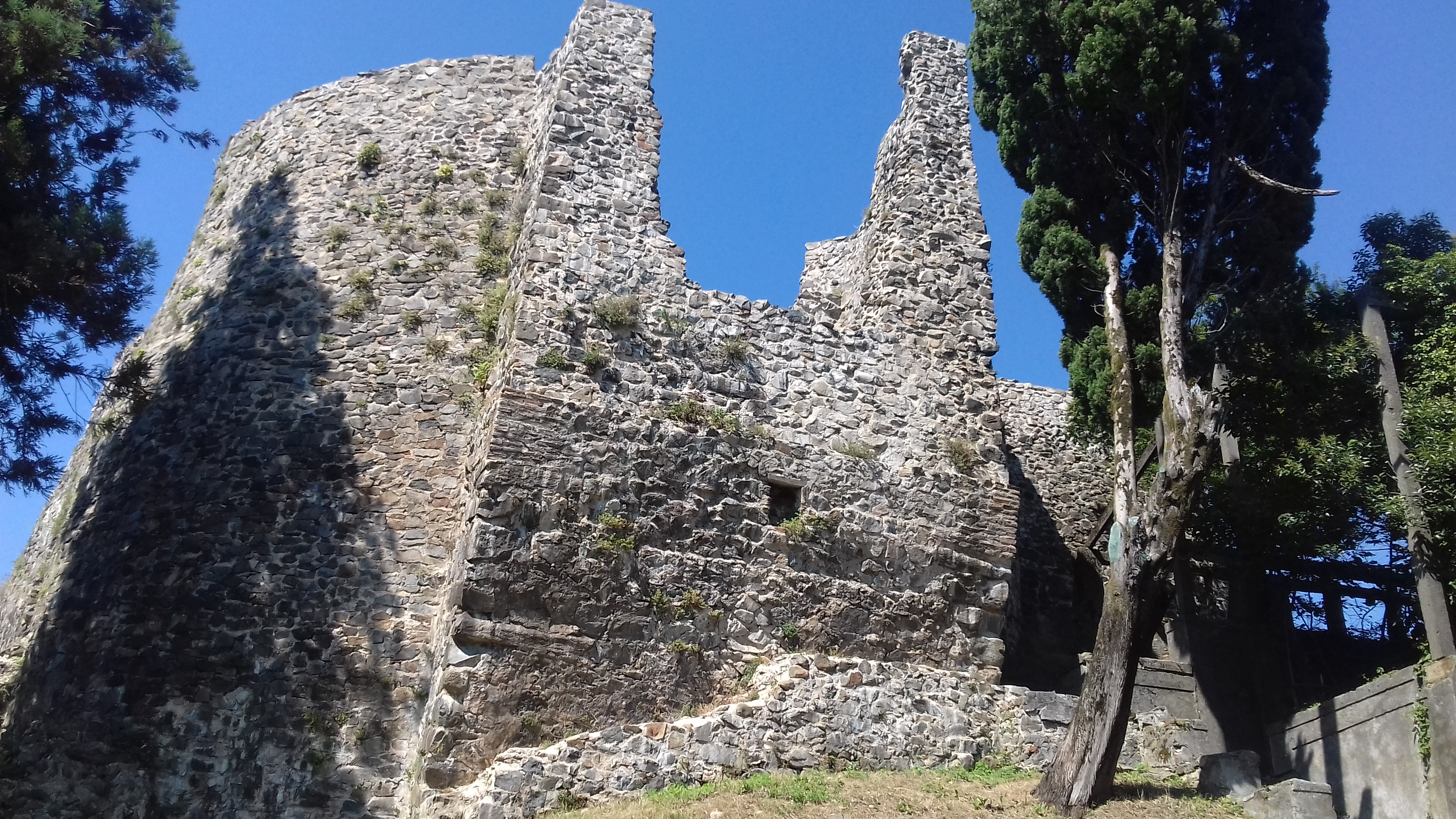
Руины византийской крепости Петра, Грузия
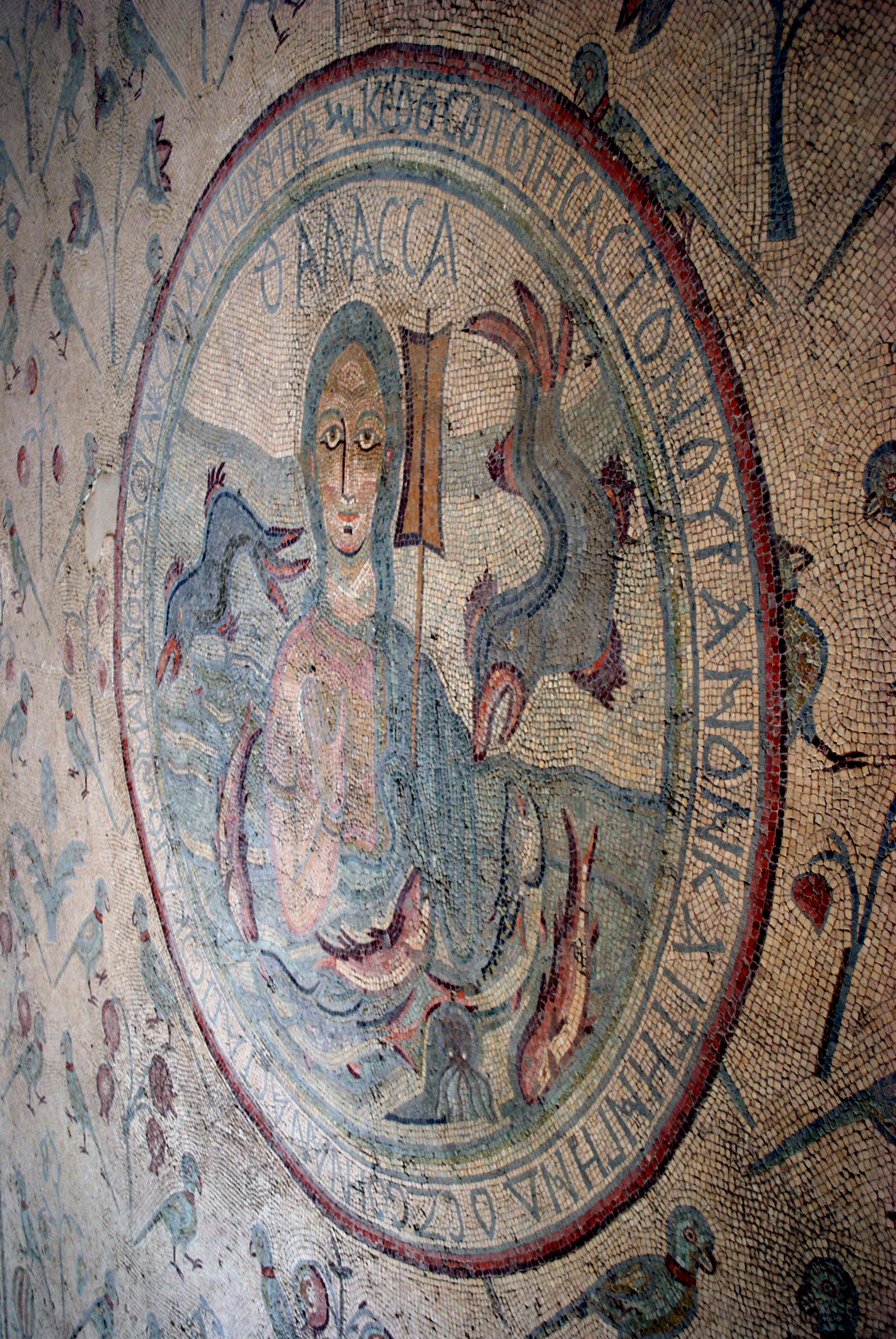
Мозаика (VI век) Церкви Апостолов в Мадабе, Иордания
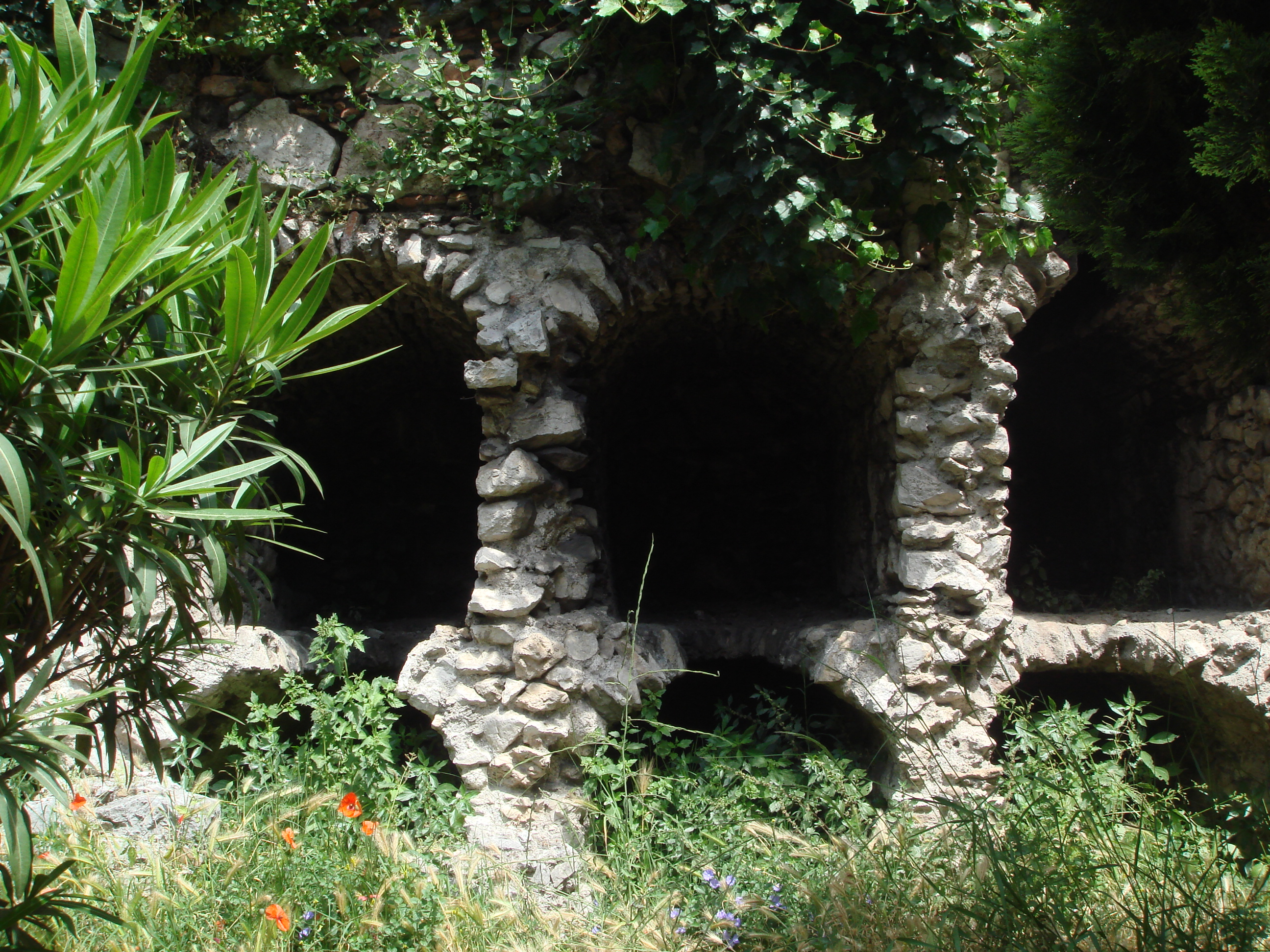
Византийский колумбарий, X век, Сицилия